# Histoire du verre

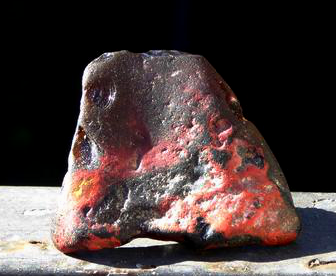
Verre d'origine volcanique refondu par des Paléoaméricains, origine Californie, États-Unis.

L’histoire du verre remonte à la Préhistoire : il y a environ 100 000 ans, l'obsidienne, un verre volcanique naturel, est déjà taillée par l'homme pour former des pointes de flèches ; les tectites, billes de verre formées par des impacts avec des météorites, servent également de bijoux ; enfin, les fulgurites, petits tubes issus de la fusion du sable atteint par un éclair, sont connus.
Le verre est un corps dur, fragile, non cristallin, qui provient du refroidissement rapide de certaines substances après fusion. Il est opaque, translucide ou transparent, malléable à chaud et susceptible d'un poli parfait. Il est le type du cassant « comme du verre », du transparent, du lisse (miroir). Depuis quelques décennies, il sert de référence aux isolants thermiques « équivalents à telle épaisseur de laine de verre ». C'est aussi un isolant électrique. Ses formes et ses applications sont innombrables. Il est également utilisé dans la fibre optique.

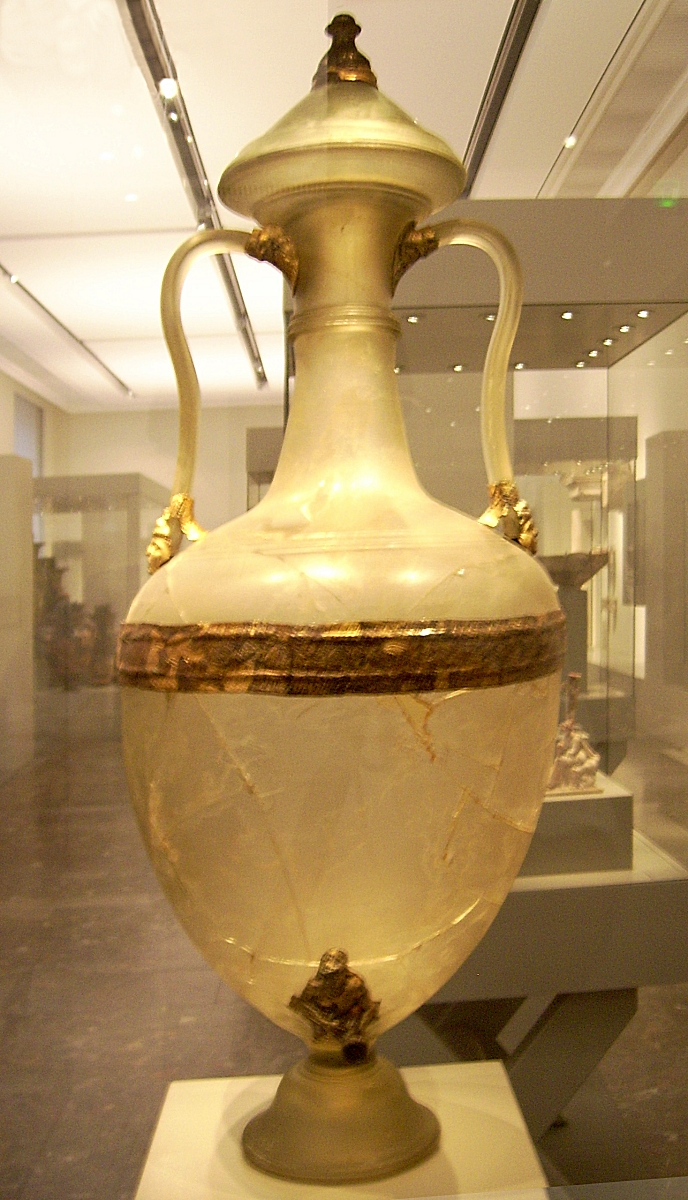
Amphore en verre, époque hellénistique,, Olbia.

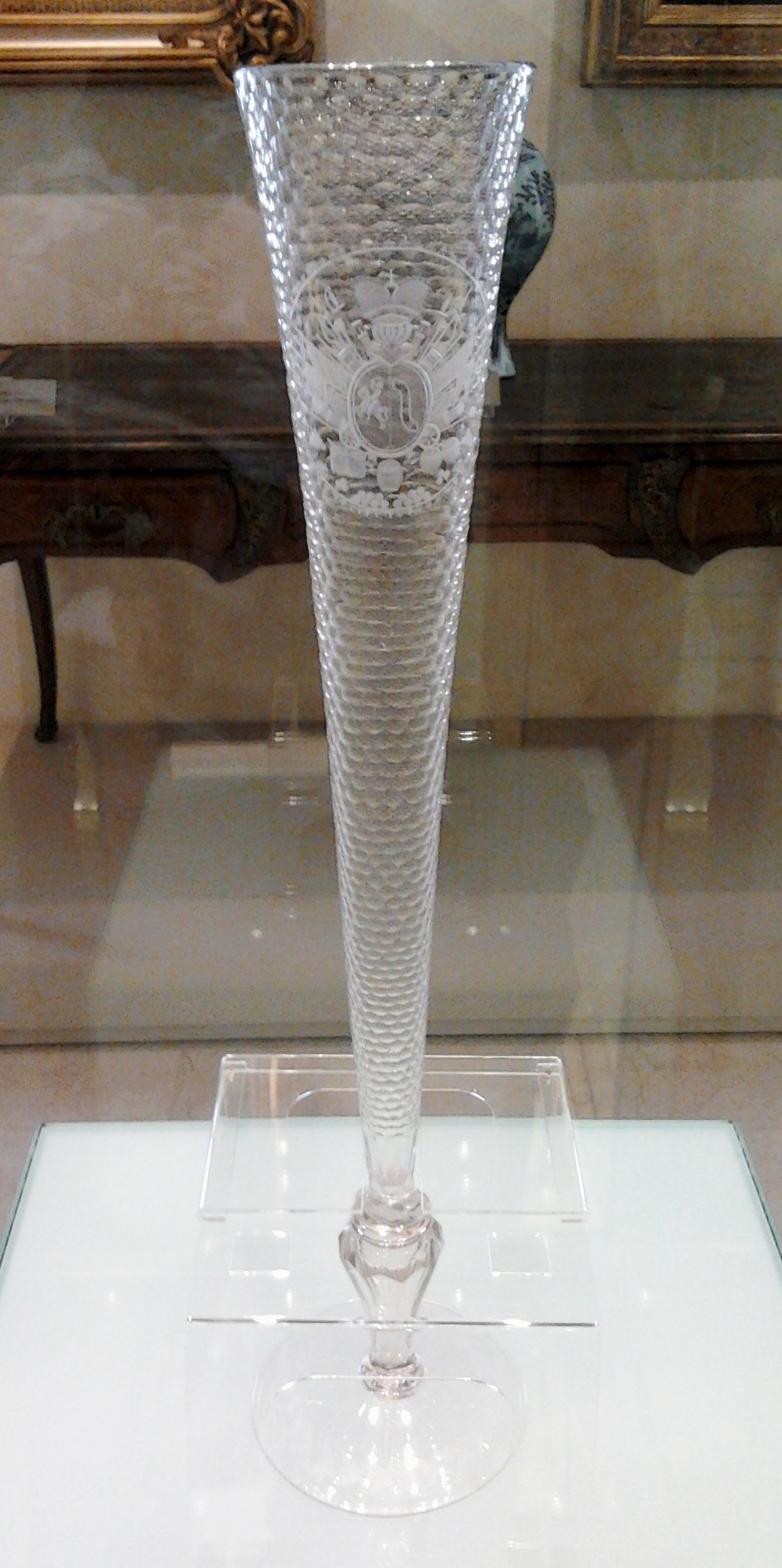
Gobelet avec armoiries "Pogoń" et "Szreniawa", vers 1720, Lubaczów (Basses-Carpates, Pologne).

## Préhistoire

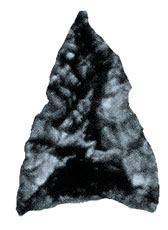
Pointe de flèche en obsidienne.

Les verres terrestres les plus anciens, d'origine volcanique, sont des obsidiennes restées à l'état de verre depuis 75 Ma (millions d'années). Il y a environ 100 000 ans, l'Homme taillait déjà l'obsidienne pour fabriquer des outils, des armes coupantes et, plus rarement, des bijoux. Les gisements naturels d'obsidienne étant en nombre limité, ce verre faisait alors l'objet de négoce.

## Antiquité
Rappelons tout d'abord que les premiers verres étaient des silicates. La silice pure peut former un verre, mais cela nécessite des températures d'élaboration très élevées (supérieures à 2000°C) inaccessibles à l'antiquité. Il a fallu ajouter aux verres des fondants comme la soude ou la potasse pour pouvoir en produire, à cette époque.

### Légende de l'Histoire des verres
Le premier texte parlant de l'origine des verres est sans doute celui de Pline L'Ancien. Selon Pline, le premier verre aurait été formé par accident par des marchands phéniciens en faisant un feu sur une plage environ 2000 an Av. J.C. N'ayant pas de pierre à disposition pour entourer le feu, ils auraient utilisé des briques de natrons qu'ils transportaient. L'apport de sodium (un fondant) à la silice du sable, associé à la chaleur du feu durant toute une nuit, aurait permis la formation de verre. Cette explication est discutable. Tout d'abord parce que Pline l'Ancien a rédigé cela plus de 2000 ans après la date de cette hypothétique découverte, ensuite parce que la chaleur d'un feu de camp n'est vraisemblablement pas suffisante pour produire un verre de cette manière et enfin parce que les verres de la même époque, découverts en Égypte, sont plutôt riches en potassium qu'en sodium, en tout cas trop riches en potassium pour que cela provienne de natron. Des verres plus anciens (Ve millénaire av. J.-C) ont par ailleurs été découverts. Il est bien plausible que la première production de verre soit effectivement accidentelle, mais cette légende paraît peu vraisemblable.

### Premières fabrications de matériaux vitreux
Les premiers verres fabriqués par l’Homme sont originaires de Mésopotamie (où le matériau vitreux existe depuis le Ve millénaire av. J.-C. sous forme de glaçure, enduit vitrifiable posé à la surface d'une céramique), de Syrie ou d’Égypte, avec quelques extensions au Levant, à Chypre et en Mer Égée. Les poteries étaient à l'époque produites de manière assez primitive, en couvrant les poteries de cendres de végétaux lors de leur recuit. Dans les régions de bords de mer ou les régions désertiques, les plantes étaient suffisamment riches en sodium et potassium pour qu'en réagissant avec la silice contenues dans les poteries, cela produise un verre en surface: la glaçure.
Réalisés selon la technique du moulage, ils ne sont pas encore transparents ou translucides mais opaques, de couleur verte ou bleue comme le révèlent les colliers de perles opaques ou des baguettes de verre de cette époque.

### Premières fabrications de pièces de verre translucide

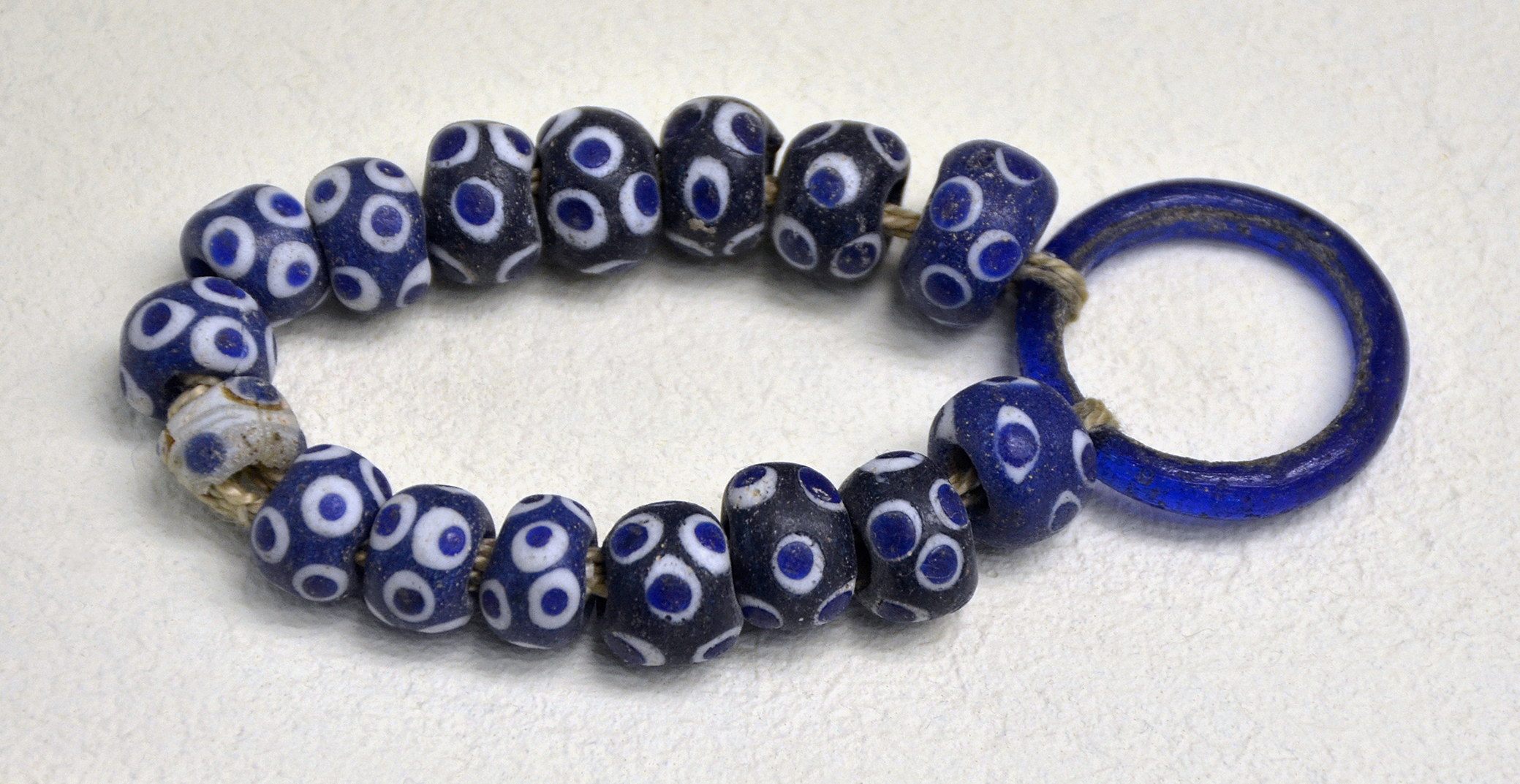
Bracelet en perles de verre, nécropole de Prosnes (Marne) culture de La Tène, Ve siècle avant notre ère.

Les fours permettent d’obtenir de plus hautes températures, la matière est mieux affinée. La technique du verre formé sur noyau (technique dite de « l'enduction sur noyau », encore appelée « alabastron » : matière vitreuse déposée sur un noyau d'argile et de sable dont elle épouse la forme ; après séchage, le noyau se rétracte et peut être ôté facilement) apparaît en Mésopotamie puis en Égypte. Le verre devient translucide et se développe alors un marché d’imitation de pierres précieuses (bijoux, pendentifs, amulettes) bien que le verre reste encore à cette époque un matériau rare et précieux. Les premières pièces en verre creux (amphorisques, arybales) apparaissent au même moment.
L’émail apparaît vers 1 500 av. J.-C. C’est une substance vitreuse qui est constituée d'un produit incolore, le fondant, que l'on teint dans la masse en ajoutant certains oxydes métalliques. Les verriers en Égypte antique appliquent des émaux de couleur sur des poteries, toujours pour imiter l'incrustation de pierres précieuses. L'art du verre translucide est très probablement issu de l'art de la céramique. L'émaillage excessif des terres cuites donne des coulures qui se détachent et forment des gouttes colorées plus ou moins transparentes que l'on retrouve sur le sol du four.
Les premiers objets en verre à vocation autre que funéraire (petits flacons, coupelles) apparaissent en Égypte à cette époque.

### Apparition du verre transparent et multicolore
À la fin du VIe siècle av. J.-C., la technique du verre sur noyau se développe en Méditerranée orientale. L'application de fils de verre façonnés en zigzag ou en guirlande sur un corps en argile, permet de décorer des contenants à huile parfumée ou à vin, telle l'œnochoé. Au IIIe siècle av. J.-C., l'Égypte développe la vaisselle en verre mosaïque (verre souvent improprement appelé millefiori), technique qu'elle a inventée deux siècles plus tôt.
Durant l'époque hellénistique sous le règne de Philippe II de Macédoine, le verre est rendu transparent par l'adjonction de dioxyde de manganèse qui purifie le verre en éliminant les oxydes qui le coloraient jusque-là. La technologie permet de fabriquer de grosses pièces, notamment des articles de table, ou de verser du verre visqueux sur un moule pour réaliser des plats et le « millefiori » créant un effet de mosaïque multicolore. Alexandrie est alors le centre de la verrerie de l'empire, ses maîtres verriers réalisant plusieurs innovations techniques : verre sandwich or (feuille d'or gravée placée entre deux couches de verre), verre reticello (en) (entrecroisement de fils qui forment une résille ou un filet), développement de la technique des verres polychromes.

### Apparition du verre soufflé:IIIe–Iersièclesav. J.-C.

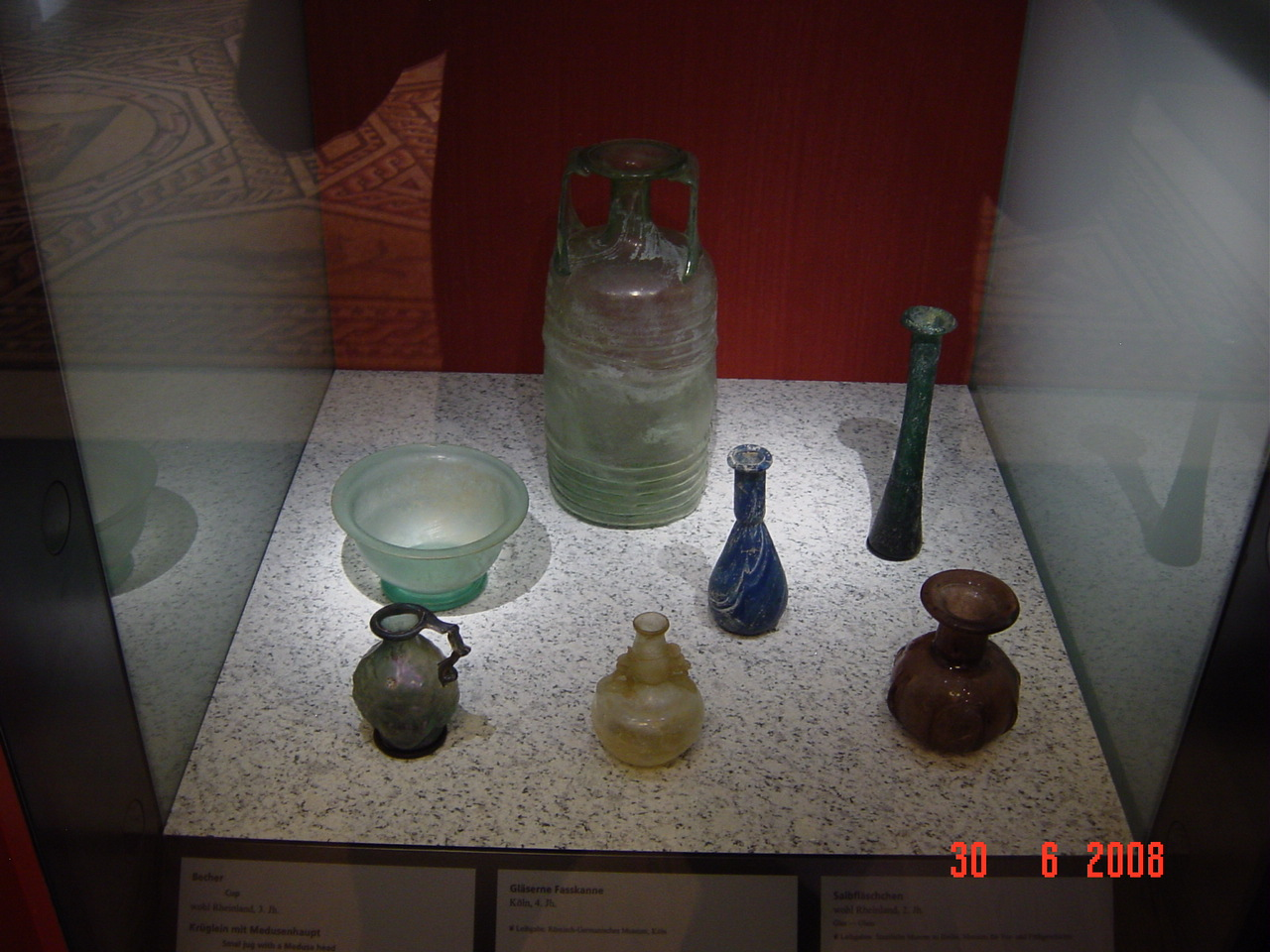
Production d'objet du quotidien en verre de l'époque romaine.

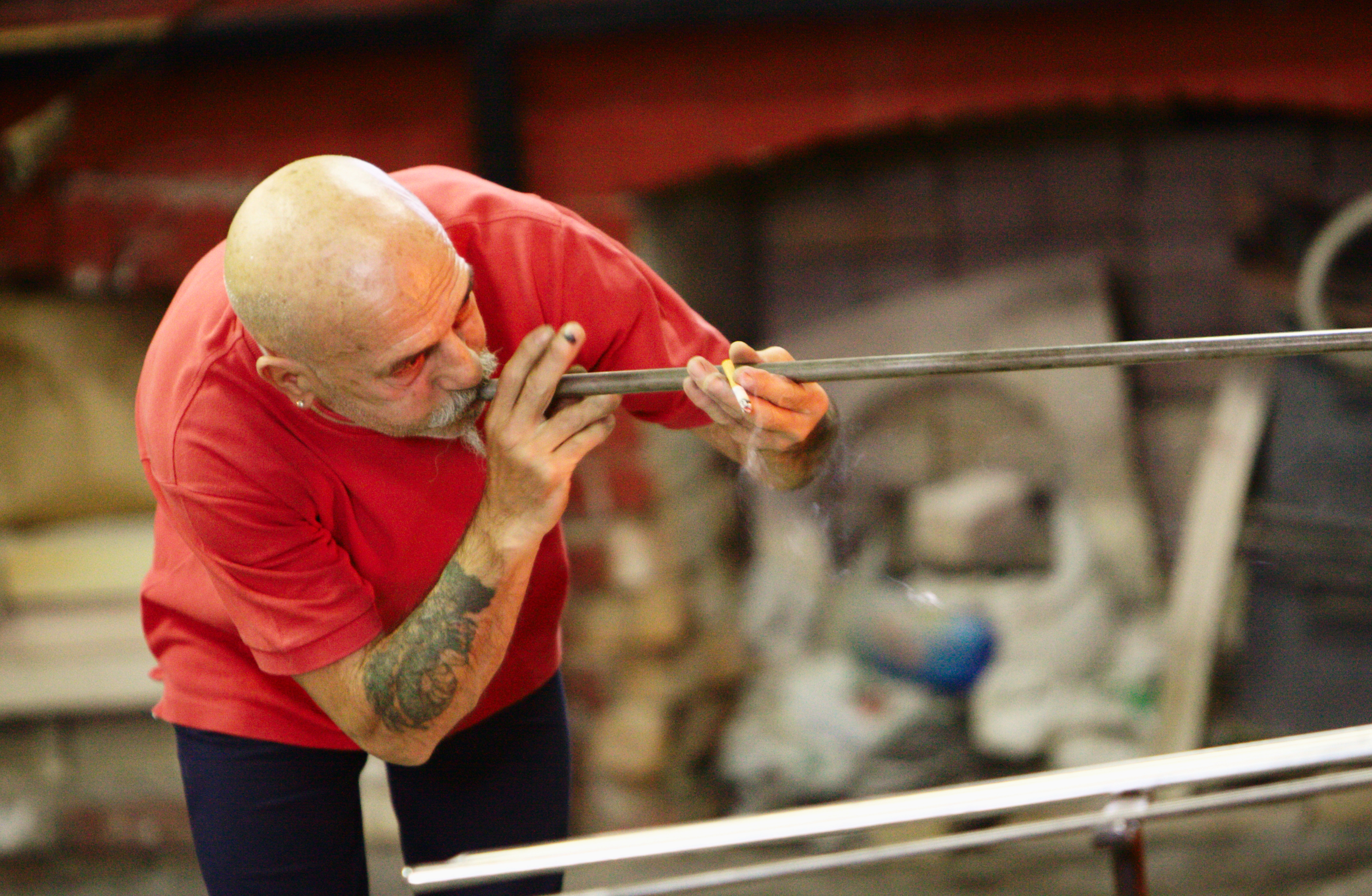
Souffleur de verre à Murano

On attribue l'invention de la technique de soufflage du verre aux Phéniciens ou aux Babyloniens grâce à l’invention de la canne à souffler qui permet de fabriquer des objets en verre plus facilement, plus rapidement et donc à moindre coût, ce qui démocratise l'usage du verre pour les récipients. Cette découverte entraîne la naissance d’une forte industrie de verre creux. Le verre sur noyau est toujours utilisé à cette époque dans la décoration des demeures (tesselles de mosaïque), la bijouterie (incrustations).
Le verre est vraisemblablement élaboré alors dans des « fours primaires » situés dans la partie orientale de la Méditerranée (Égypte, Syrie), puis il est acheminé par bateaux dans tout le bassin méditerranéen. Il est ensuite refondu dans des « fours secondaires » pour la mise en forme par soufflage.
La variété des formes est typique du verre romain, tant pour les récipients à boire que pour ceux destinés à la conservation ou pour le service des mets. Les différents décors sont obtenus par moulage ou façonnage à chaud de l'objet, grâce à l'application de filets, pastilles ou autres appendices en verre coloré ou non. D'autres techniques comme la gravure, la dorure, la taille en camée existent également.
Grâce au soufflage à la canne, l’artisan est à bonne distance de la source de chaleur et il peut donner forme à des pièces de plusieurs dizaines de centimètres. De la Phénicie, cette méthode se répand dans l'Empire romain, Gaule et Espagne compris avant de conquérir l'Europe entière.
Au même moment, du verre transparent est produit à Sidon (Phénicie) , probablement en raison de la pureté des sables de la région et de la présence de natron, et des formes complexes de verre, décorée en relief, sont réalisés au Proche-Orient par la technique du soufflage dans un moule.
Le verre incolore apparaît alors et se répand à partir du IIIe siècle. Il est obtenu en ajoutant du manganèse, qui joue le rôle de purificateur. La teinte naturelle du verre, bleu verdâtre, est due à la présence d'oxydes métalliques contenus dans le sable qui sert à sa fabrication.

### Apparition du verre à vitre:Iersiècleav. J.-C.
Faute de découvertes archéologiques antérieures, les premiers exemples archéologiquement
datés de verre plat à vitre (vitrum) font remonter son invention au Ier siècle avant notre ère, et plus précisément par les Romains à  l'époque augustéenne. Il s'agissait de verre coulé (5 à 6 mm) sur des lits de sable, des plateaux de bois ou des dalles de marbre poli, puis étiré grâce à une pince. Ceci par contrainte faisait apparaître des bulles d'air dans le verre et lui donnait une qualité médiocre, d'autant qu'il s'agissait de verre composé de soude, ce qui le rendait plus ou moins opaque (le verre à base de potasse ne le remplacera qu'à partir des Xe et XIe siècles). Cependant, son usage était relativement rare en cette période et était restreint aux thermes – notamment sur des oculi – et en moindre nombre aux riches demeures, notamment pompéiennes, sur des châssis fixes de plus grandes ouvertures mais quadrangulaires, comme à Herculanum. Son usage courant ne débute qu'au troisième quart du Ier siècle de notre ère. Les fenêtres étaient auparavant obstruées par des peaux, panses ou vessies animales tendues et séchées, de la corne ou, au mieux, par des pierres spéculaires plus ou moins translucides, suffisamment pour laisser passer la lumière et éclairer les pièces sans trop de déperdition de chaleur. Lorsque cette dernière était trop importante, les Romains recouraient au double vitrage, on peut donc dire qu'ils en sont également les inventeurs,,.

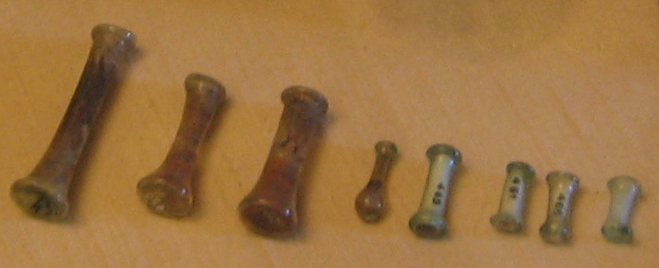
Ampoules des Catacombes contenant du sang, Musée du Vatican. Ces ampoules préfigurent les ampoules pharmaceutiques à bouchon de produits à injecter du XXe siècle.

### Apparition du verre pour les «ampoules»
Les ampoules à eulogie (eau ou huile bénite en sanctuaire) font leur apparition, comme élément religieux de la chrétienté établie dans l'Empire romain tardif.

## Moyen Âge

### Verre Yoruba
Au cours des années 2000, des archéologues découvrent que du verre à base de granite fut fabriqué par les Yorubas, dans l'actuel Nigeria, au cours du Moyen Âge. La ville africaine d'Ife est alors un grand centre de production de perles de verre, qui ont possiblement inspiré les verriers italiens.

### Apparition du verre plat soufflé: entre leVeet leXesiècle
Deux techniques sont apparues conjointement et furent utilisés durant tout le Moyen Âge pour la fabrication des vitraux :
- le soufflage en couronne : produit dans l’Ouest de la France (technique normande de la cive) et en Angleterre où sa production dura jusqu’au XIXe siècle. Le verre plat ne prit son essor qu’à partir de l’invention de ce nouveau procédé. Il s’agit d’abord d’un vase soufflé à fond plat que l’on fait ensuite tourner face à l’ouverture d’un four, la force centrifuge transformant la paraison en un plateau circulaire ;
- le soufflage en manchon : produit dans l’Est de la France et en Europe centrale (technique bohémienne ou lorraine). C’est un cylindre de verre obtenu par l’allongement de la paraison cueillie par le verrier, puis fendue, ramollie et aplatie sur une « étenderie ». Ce procédé est utilisé jusqu'au début du XXe siècle et est encore employé dans la fabrication artisanale du vitrail.

Le centre de production de Cologne développe au Ve siècle le pastillage, décoration de pastilles colorées appliquées par pression sur la surface du verre. La technique du verre en cives est perfectionnée dans le centre verrier de Rouen en 1330.
On assiste depuis quelques années, de la part des archéologues travaillant sur al-Andalus, à une prise de conscience de l'intérêt des Andalous pour le verre, c'est un aspect original du legs d'al-Andalus.

#### Flacons et ampoules lumineuses
Le verre est à usage religieux spirituel et « docte » (médecine avec pharmacie). Cela  donne la Sainte Ampoule de sacre des rois de France IXe siècle. Et à côté des lampes à huile céramique vont apparaitre les ampoules lumineuses (lumignon, coupe refermée sur une mèche) entre objet rituel et élément d'architecture votive.
Le côté neutre du verre par rapport à son contenu, déjà utilisé dans l'antiquité pour les parfums (fioles qui ne font que 2 cm environ pour les plus grosses), est établi pour la pharmacopée en même temps que pour l'(al)chimie, plus encore que pour la céramique.

### Déclin
.

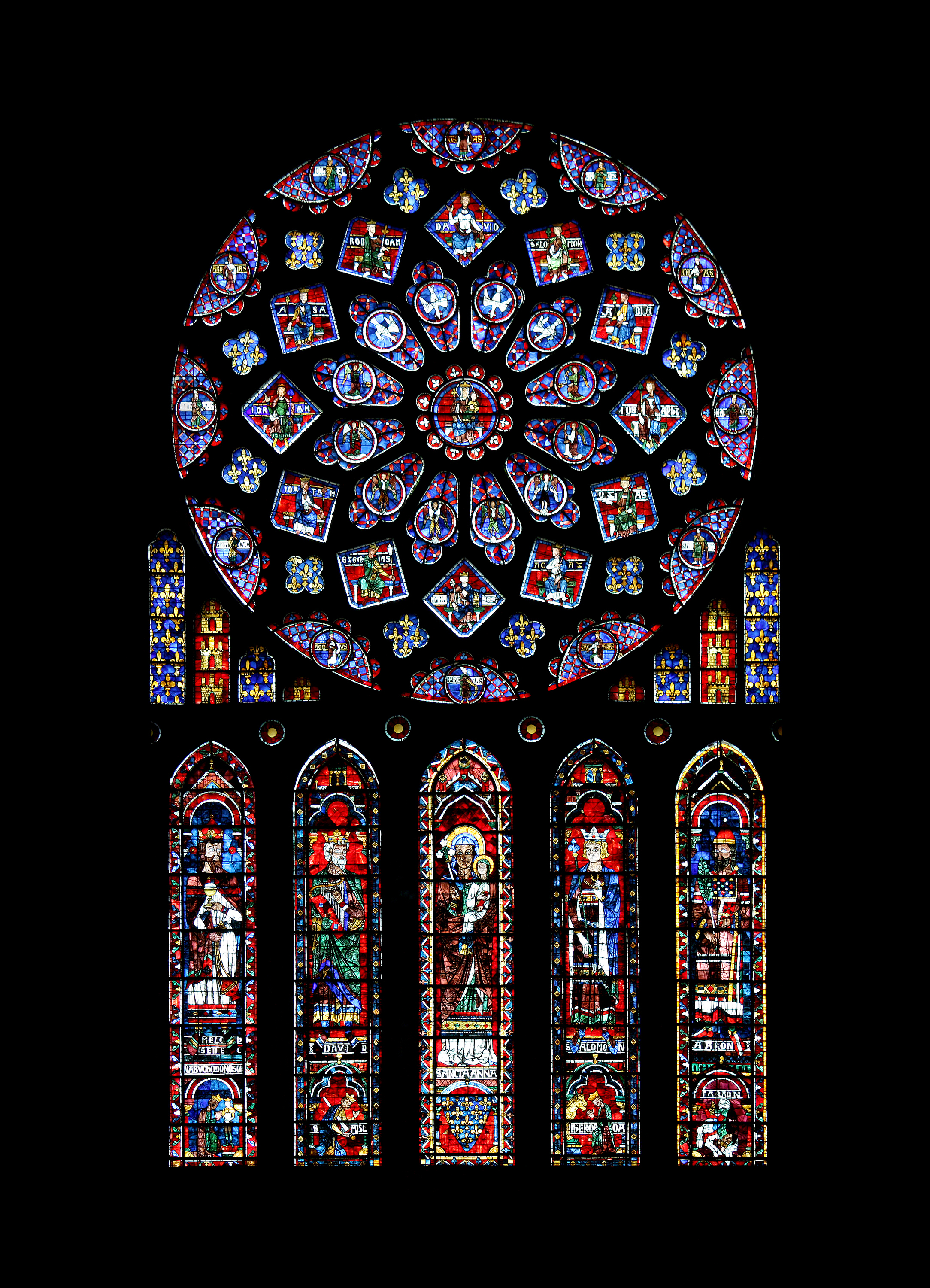
Exemple de production du Moyen Âge : une rosace de la cathédrale Notre-Dame de Chartres, classée au Patrimoine mondial de l'UNESCO

Pendant le Moyen Âge, la cessation quasi complète des échanges entre Orient et Occident entraîne un fort déclin de l'utilisation du verre, l'Orient fournissant les verres déjà formés. Il est pourtant renaissant au moins à partir du VIe siècle pour faire des vitraux, surtout en France. Il faut apprendre empiriquement à s'accommoder des sables de moindre pureté qu'on pouvait trouver sur place, en dosant les divers additifs : oxydes métalliques qui sont les colorants (et décolorants) de l'oxyde de fer que contient le sable. Pour faciliter la fusion du sable, on utilise les cendres de plantes marines riches en soude. Mais celles-ci produisent une coloration involontaire.
Néanmoins, plusieurs centres verriers existent à cette époque, comme les verreries en Toscane du Sud (Montaione, Gambassi Terme) qui produisent dès le XIIe siècle des coupes standardisées sans pied, les « Gambassini » ou en Ligurie comme à Altare.

### Verre à vitre

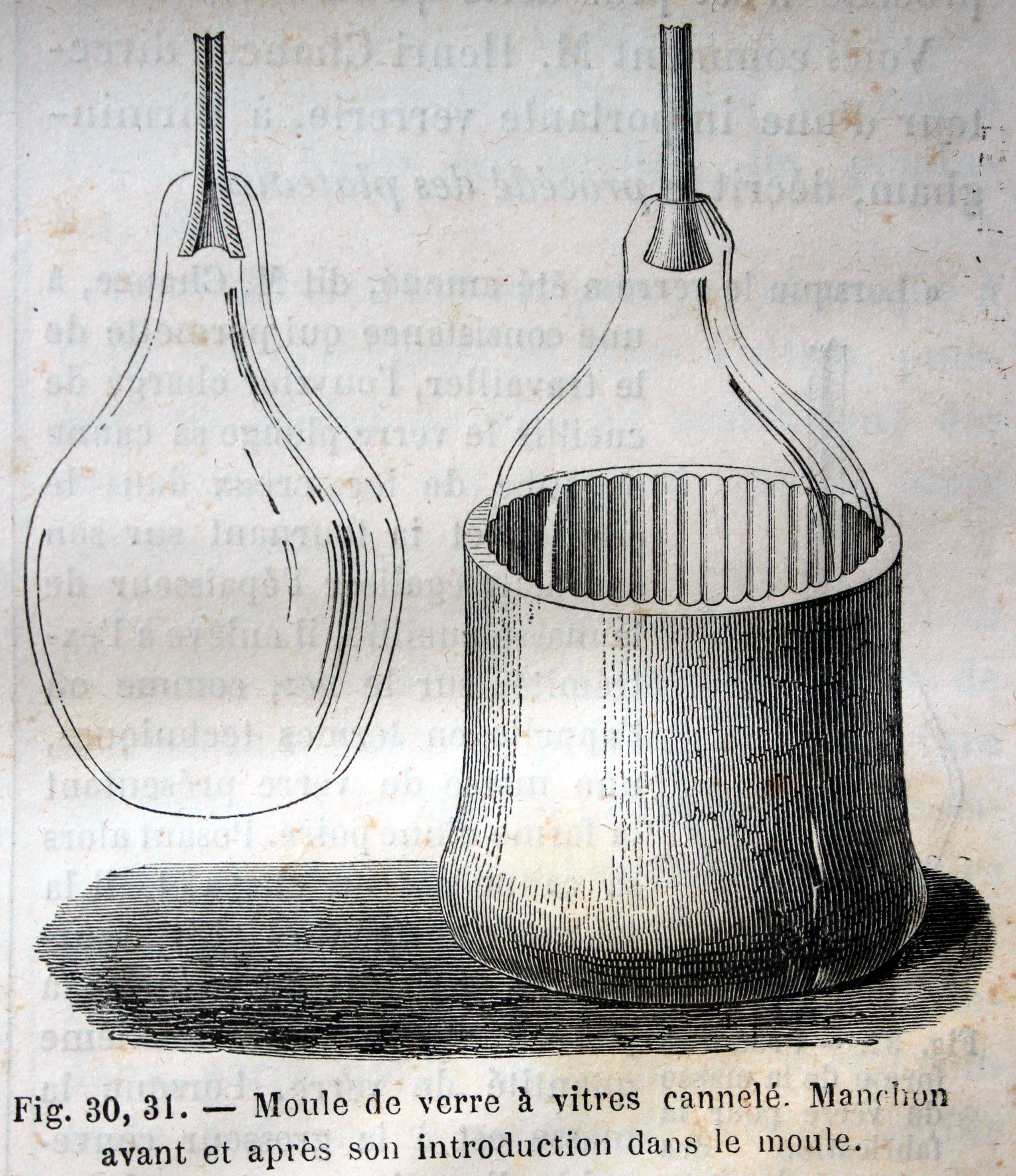
Production des vitres de verre cannelé au XIXe siècle.

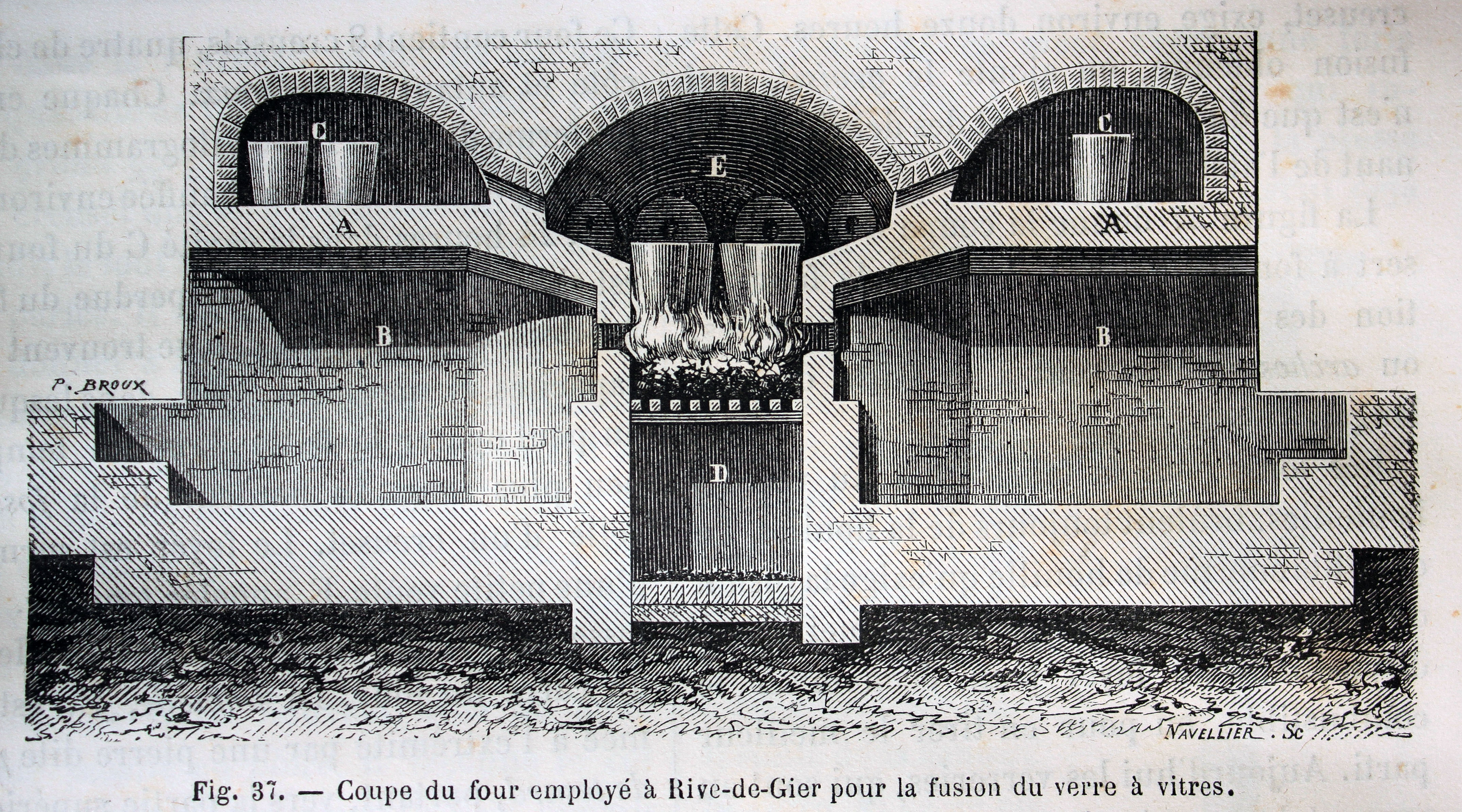
Coupe d'un four du XIXe siècle.

L’usage du verre à vitre est connu des Romains, mais il est peu répandu dans l’architecture civile jusqu’au XVe siècle. On se prémunit contre le vent et les intempéries par des moyens rudimentaires : volets de bois, toiles cirées, ballots de paille, peaux ou papiers huilés qu’il valait mieux protéger de grillages. Durant le Moyen Âge, il y eut une longue stagnation du verre à vitre dans les maisons où les fenêtres n'étaient presque pas vitrées. De ce fait, les mois hivernaux assombrissent les logements : une seule pièce réunit la totalité des habitants qui s'éclairent artificiellement.
À partir du Xe siècle, le verre à base de potasse remplace progressivement le verre à base de soude dans les régions germaniques, rendant le verre transparent au XIVe siècle, ce qui favorise le développement de l'industrie du verre à vitre. En Europe, à la même époque, les vitres sont constituées de cives ou d'un mélange de vitres par manchon et de cive « montés au plomb ». Les vitres ornent les fenêtres des châteaux forts en premier, car les plus fortunés peuvent s'offrir la lumière et la protection thermique en même temps.
La première verrerie à vitre en France naît en 1330 à Bézu-la-Forêt dans l'Eure et les feuilles planes (« plats de verre ») sont inventées par Philippe Cacqueray, noble « gentilhomme verrier » qui reçoit ce privilège par le roi Philippe VI. L'essor de la verrerie est due au défrichage nécessaire des parties cultivées laissées à l'abandon dans le Nord de la France à cause de la Guerre de Cent Ans.

### Verre des loupes et des lunettes
Le verre est de meilleure qualité qu'avant[Quand ?].
Lire et voir est devenu impératif avec le passage dans l'impression depuis l'incunable avant 1501 à la diffusion plus large et à l'imprimé savant traçant la science. Celle-ci commence à se séparer des humanités  (par exemple pour science des plantes qui produisent des images non « symboliques »). Et la taille du verre est possible, il est enchâssé comme anciennement le cristal de roche quartz servant pour fabriquer les toutes premières loupes et lunettes.[pas clair]

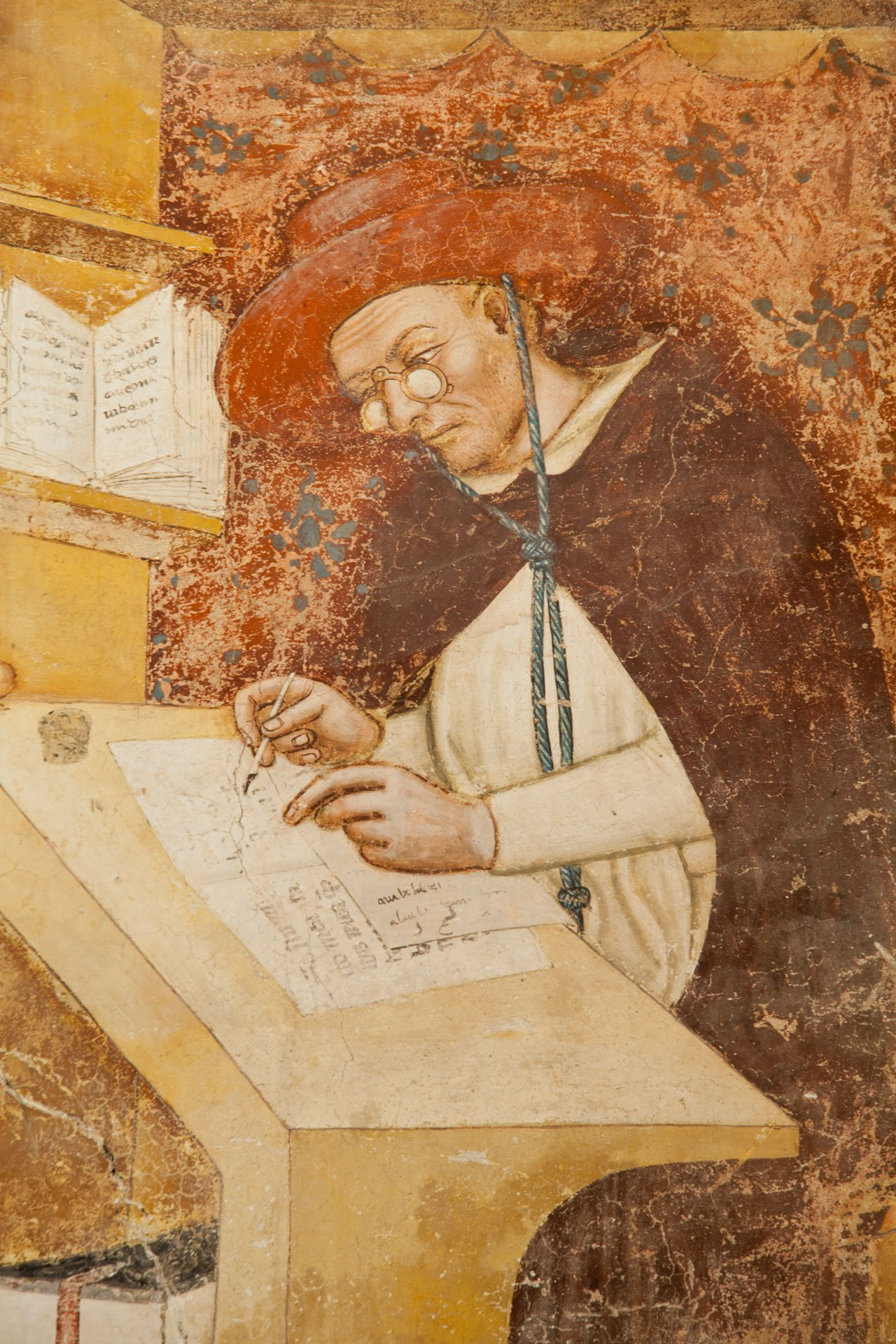
Dignitaire dominicain (Hugues de Saint-Cher) portant des lunettes pour la lecture[24], par Tommaso da Modena (1352), Trévise
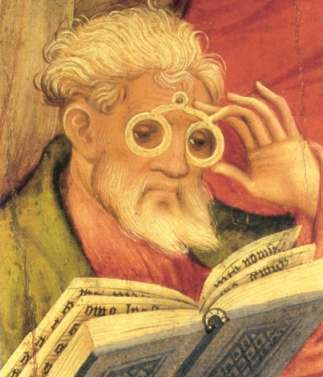
Anachronisme de l'apôtre « aux lunettes » de Conrad von Soest (1404)
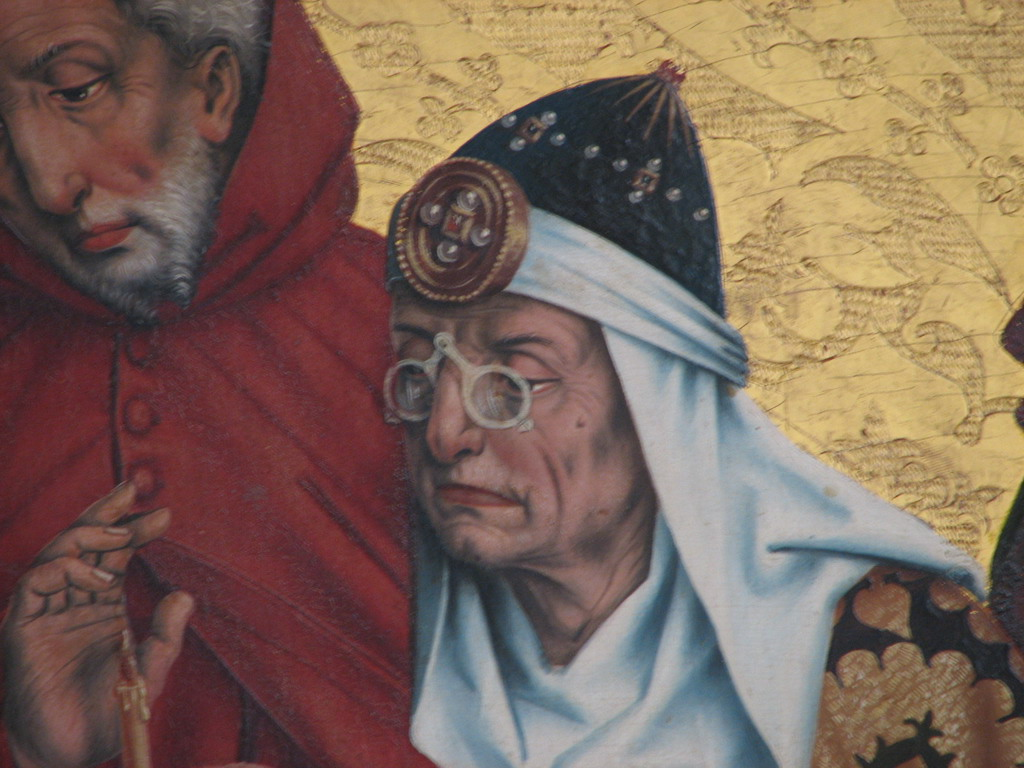
« Besicles clouantes » au Moyen Âge (1466), retable des 12 apôtres (Rothenburg, Allemagne)

## Regain à la Renaissance

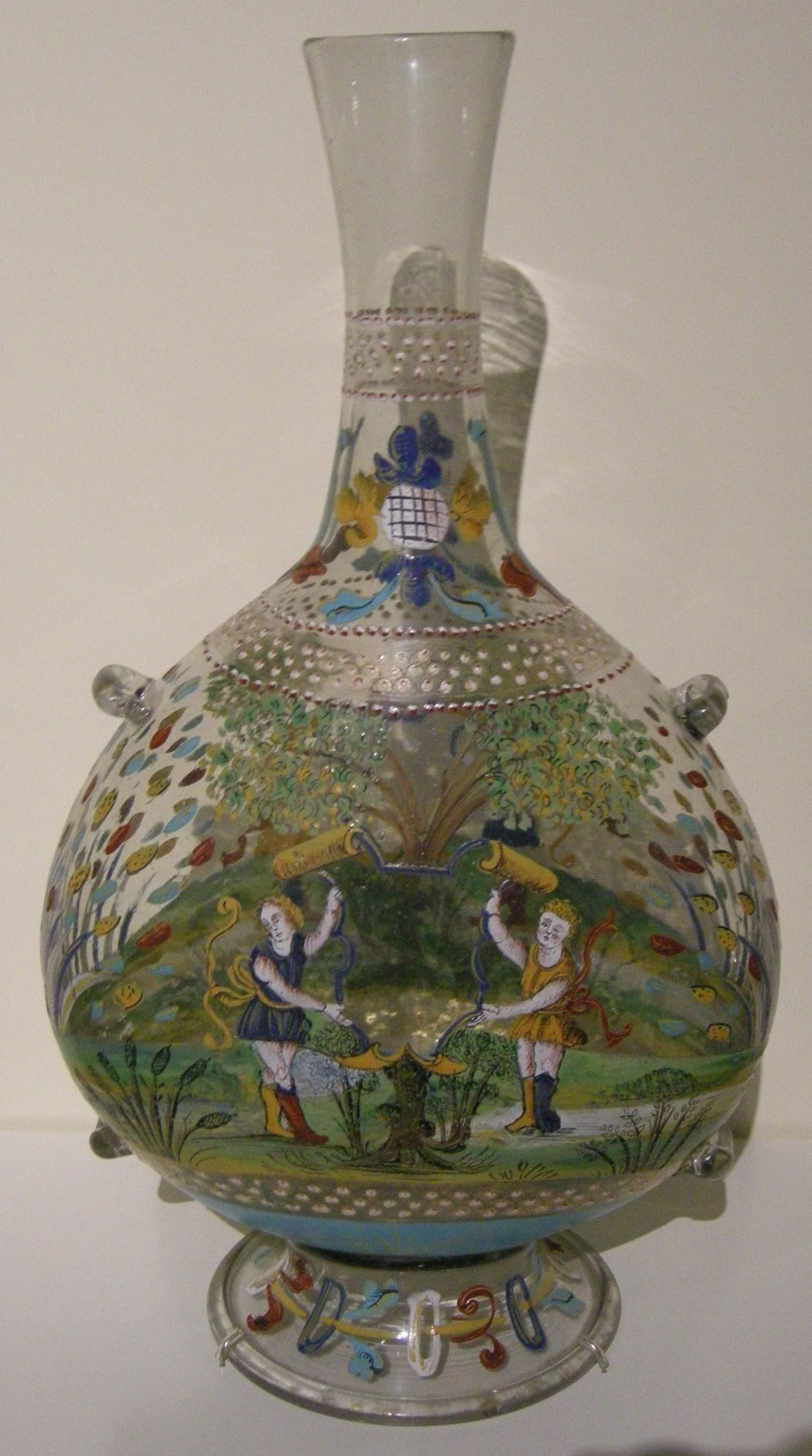
Un exemple de production des fameuses verreries vénitiennes : carafe décorée du début du XVIe siècle.
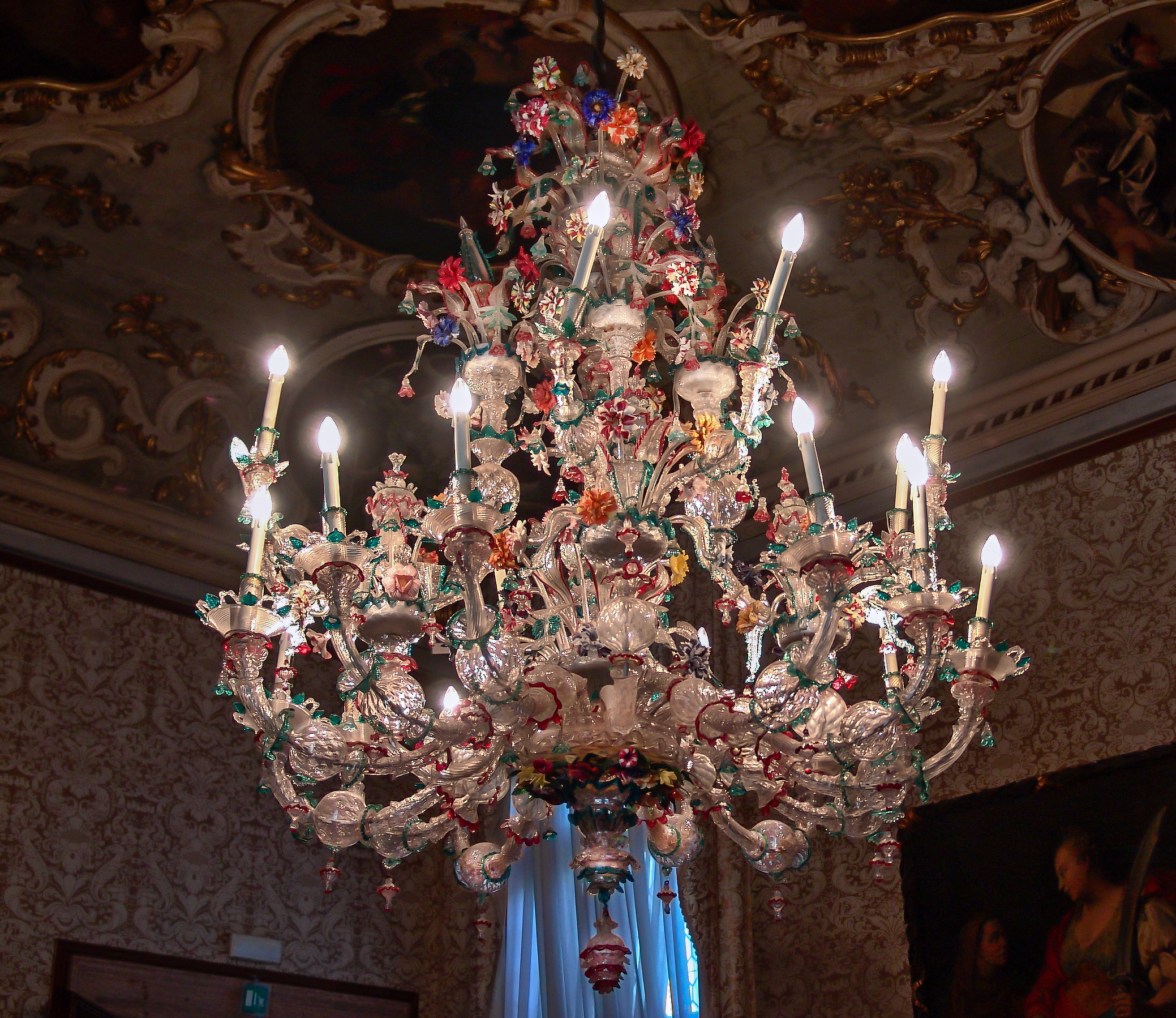
Lustre de Murano sur le modèle des premiers chandeliers à pendeloques dites « de cristal » de la Renaissance.

À partir du XVe siècle, les verreries vénitiennes parviennent à éliminer, par lessivage, les éléments colorants contenus dans les cendres végétales. Ce nouveau procédé permet d'obtenir un verre clair, le cristallo. Celui-ci assure à Venise, pendant deux siècles, la domination du marché du verre. Cet art florissant s'illustre par exemple en la personne du maître verrier Angelo Barovier, actif au XVe siècle, dont le savoir-faire a été transmis au sein de la famille Barovier de génération en génération jusqu'à nos jours.
En France, l'intérêt pour le verre est lié à la science de la vision à taille humaine et de la réflexion de la lumière.
En Allemagne, Hollande et Angleterre, à travers l'art de la loupe, cet intérêt porte particulièrement sur la science de la vision du lointain et de la vision de très près.

## Période moderne puis contemporaine

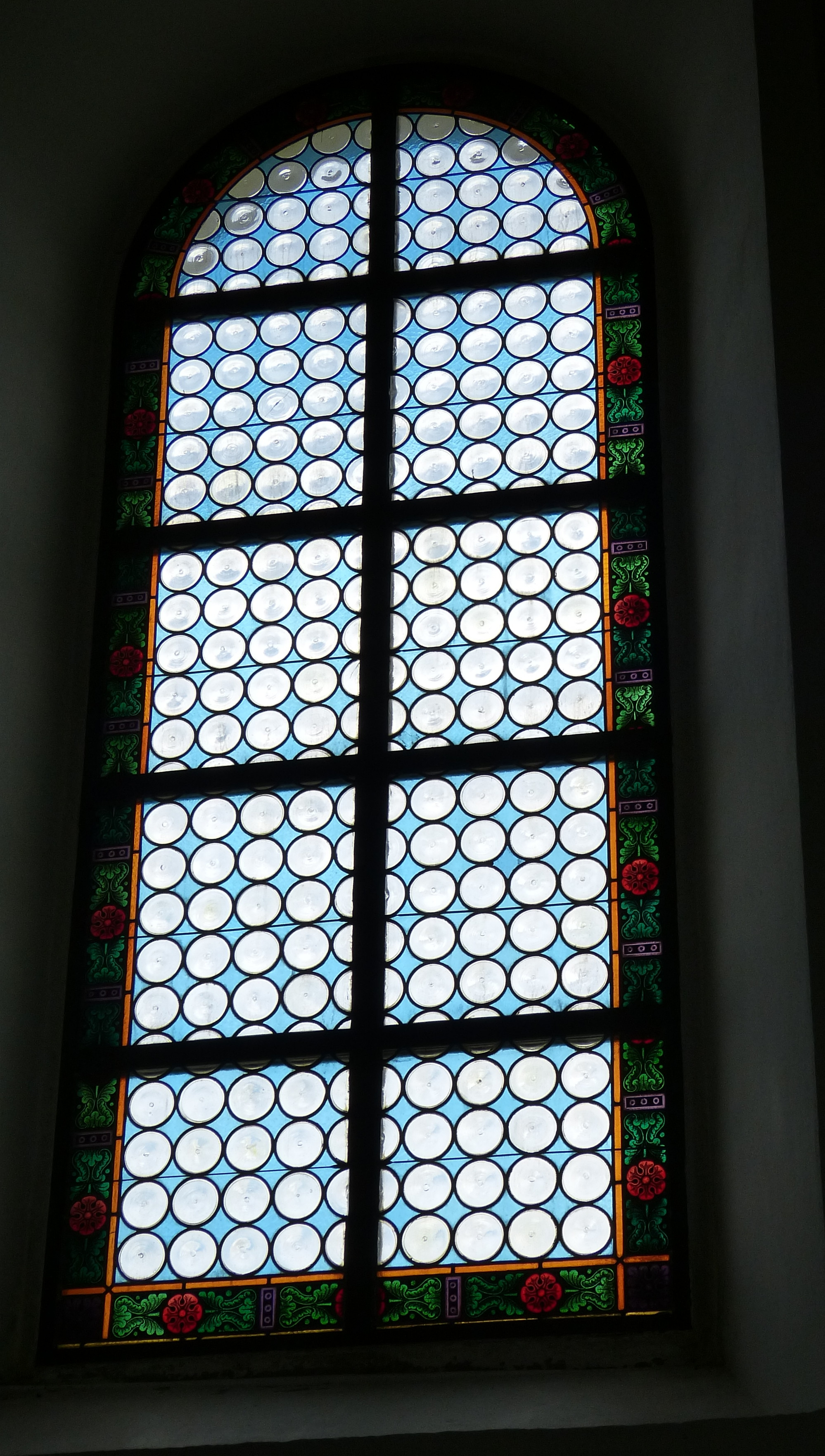
Vitrail rénové d'église. Le verre en « cul de bouteille » de l'ancienne façon sert aussi bien aux médaillons de vitraux conservés après la Renaissance et recensés (cf. Corpus vitrearum) que pour composer des vitrages contemporains.
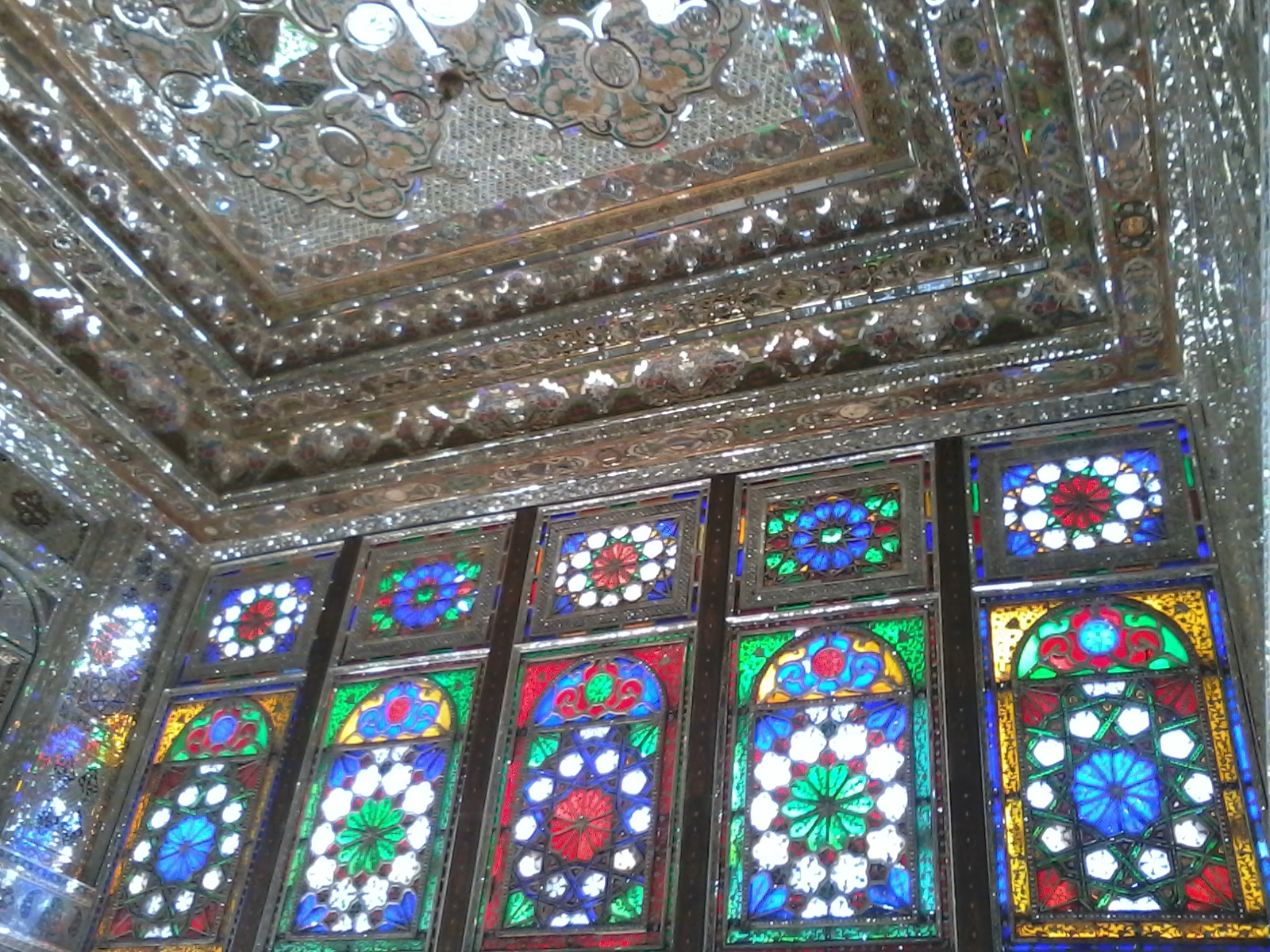
Vitraux et miroirs dans la maison Zinat ol-Molk, Chiraz, Iran, début du XXe siècle, traduction des « grammaires architecturales » occidentale et islamique[25].
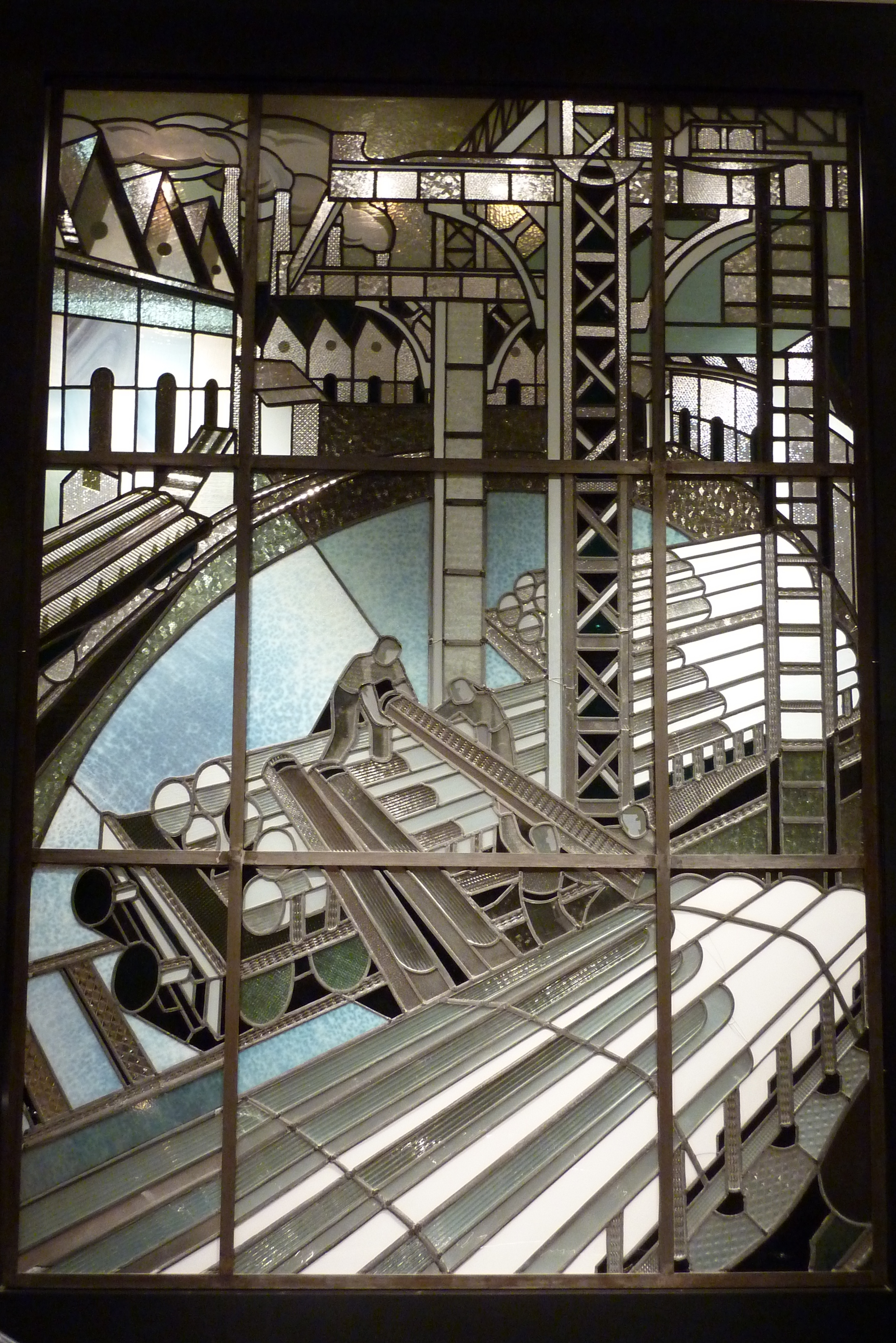
Vitrail Art-Déco « 1920 » (production Jacques Grüber), un exemple de ceux mis en place par des industriels [26].
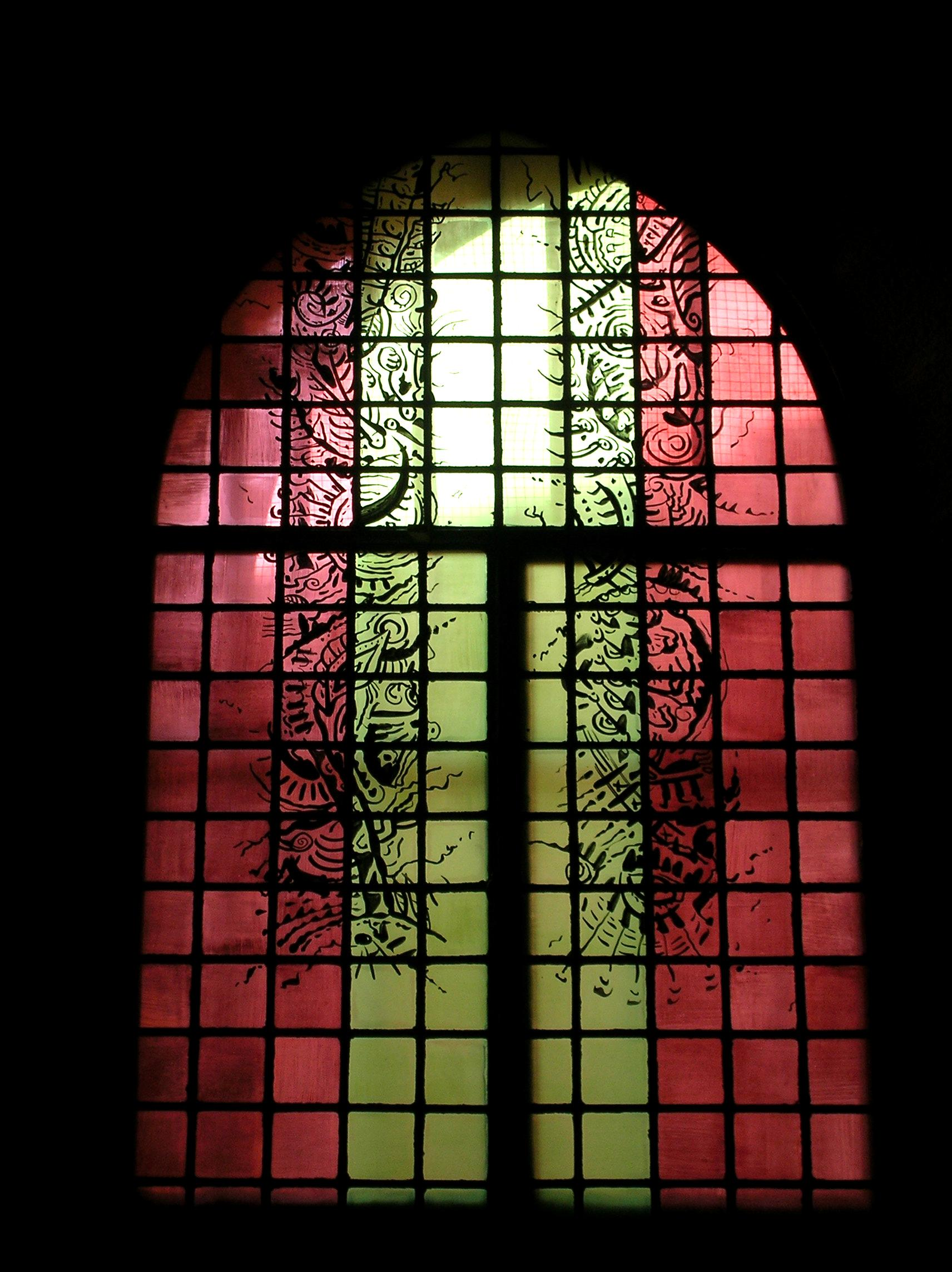
Vitrail de fenêtre de style contemporain, (œuvre de Carlo Roccella) comportant un motif général peint sur des petits carreaux de couleur sertis au plomb.

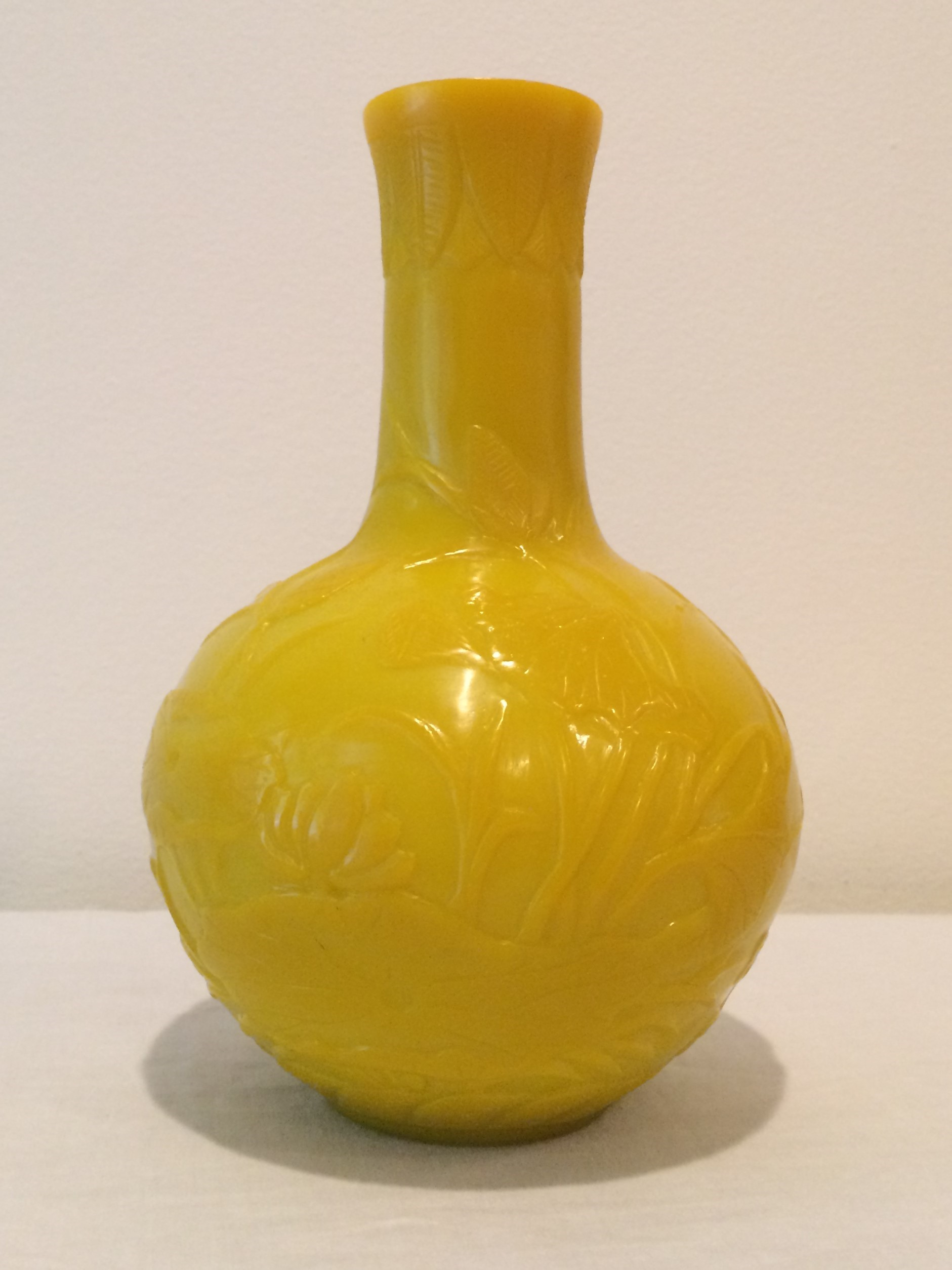
Vase chinois impérial du XVIIIe siècle, gravé en camée à partir du modèle européen. Le verre ne fait pas partie des matériaux de prédilection en Chine.
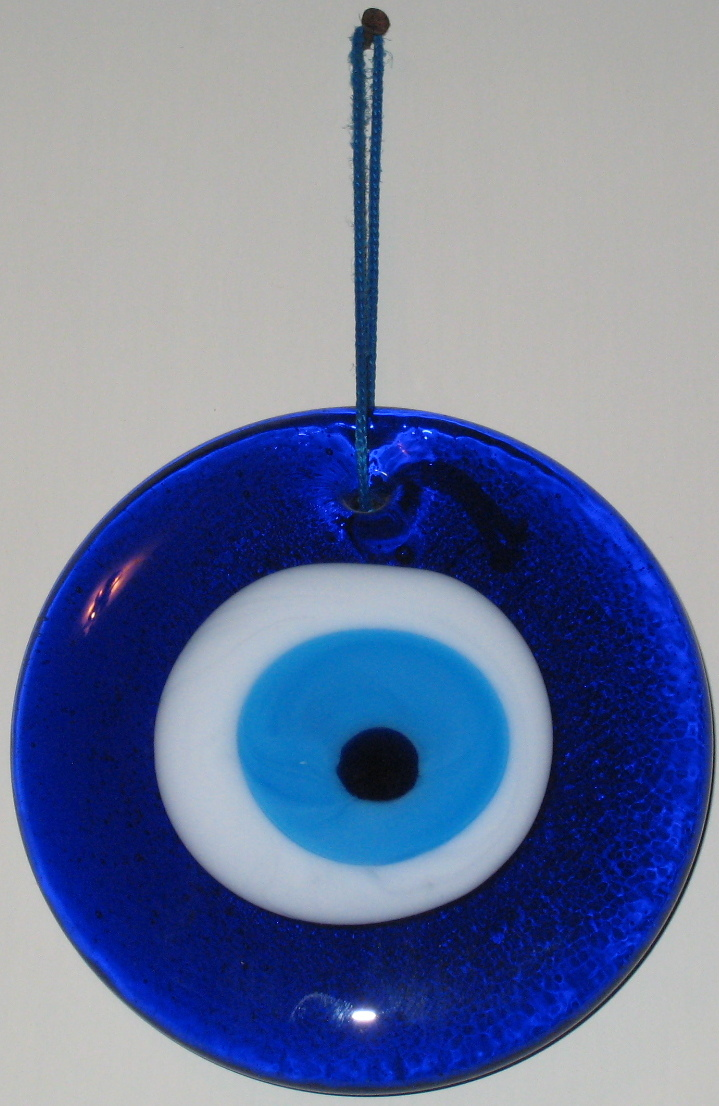
Amulette Nazar boncuk actuelle en verre et pâte de verre, Turquie. Depuis la Perse ou l'Égypte elle s'est répandue dans le Moyen-Orient, voire l'Asie (de même que pour des bracelets de verre en Inde).

.

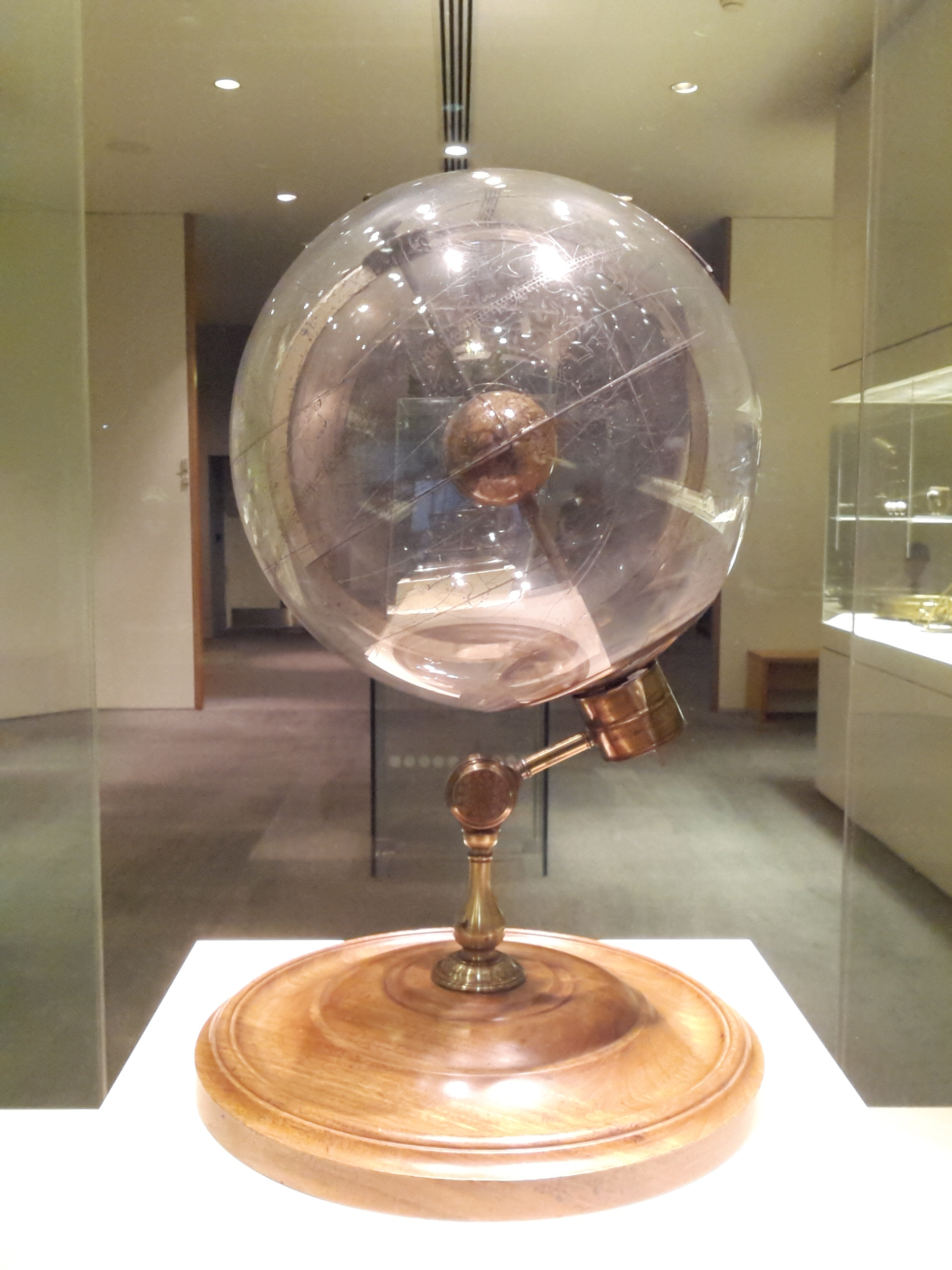
Sphère céleste de 1742, The Science Museum, Collection George III, Londres. Projet de compréhension de l'Univers

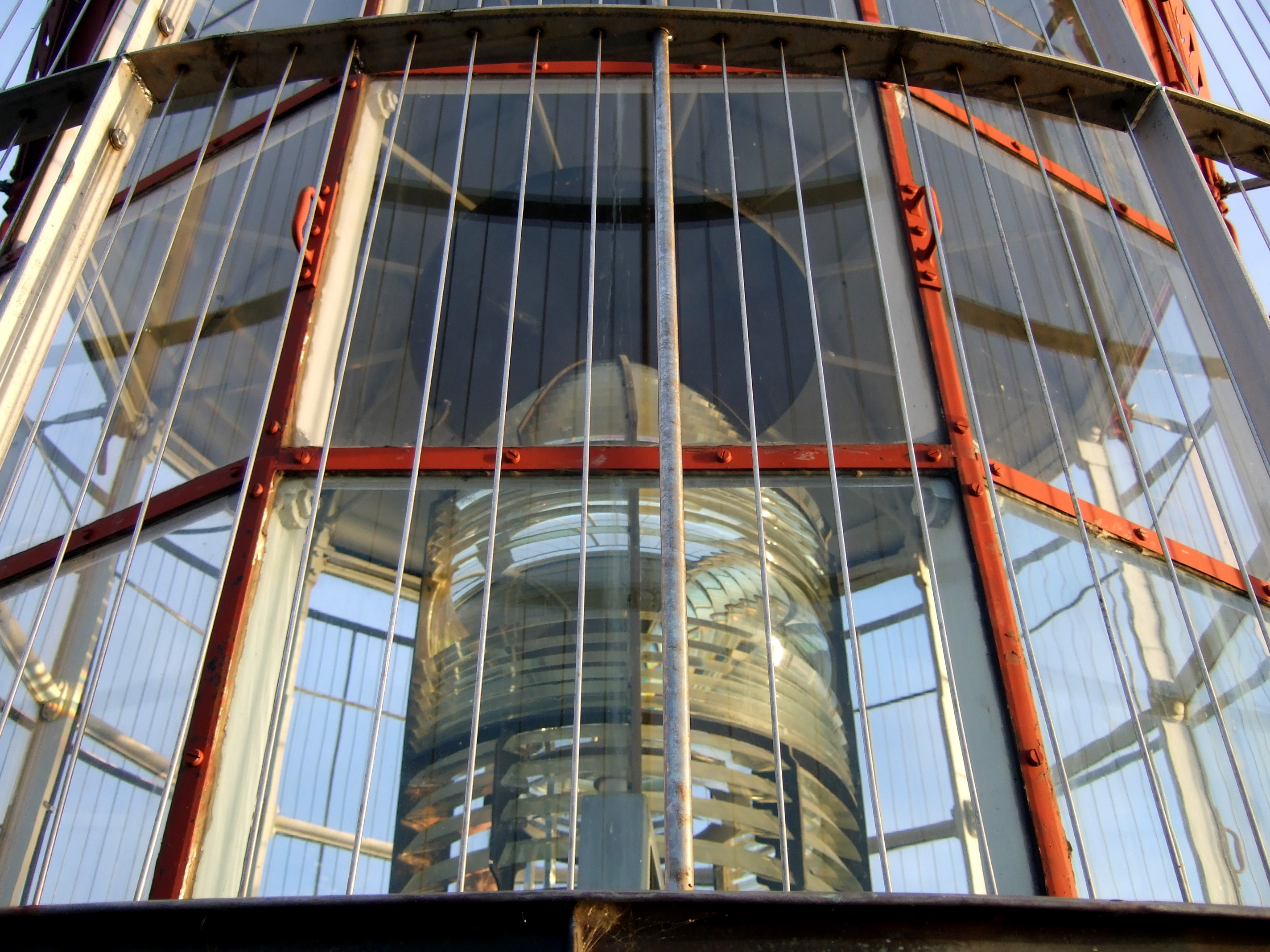
Phare de Sälskär, Hammarland Finlande, 1868, utilisant une lentille de Fresnel.

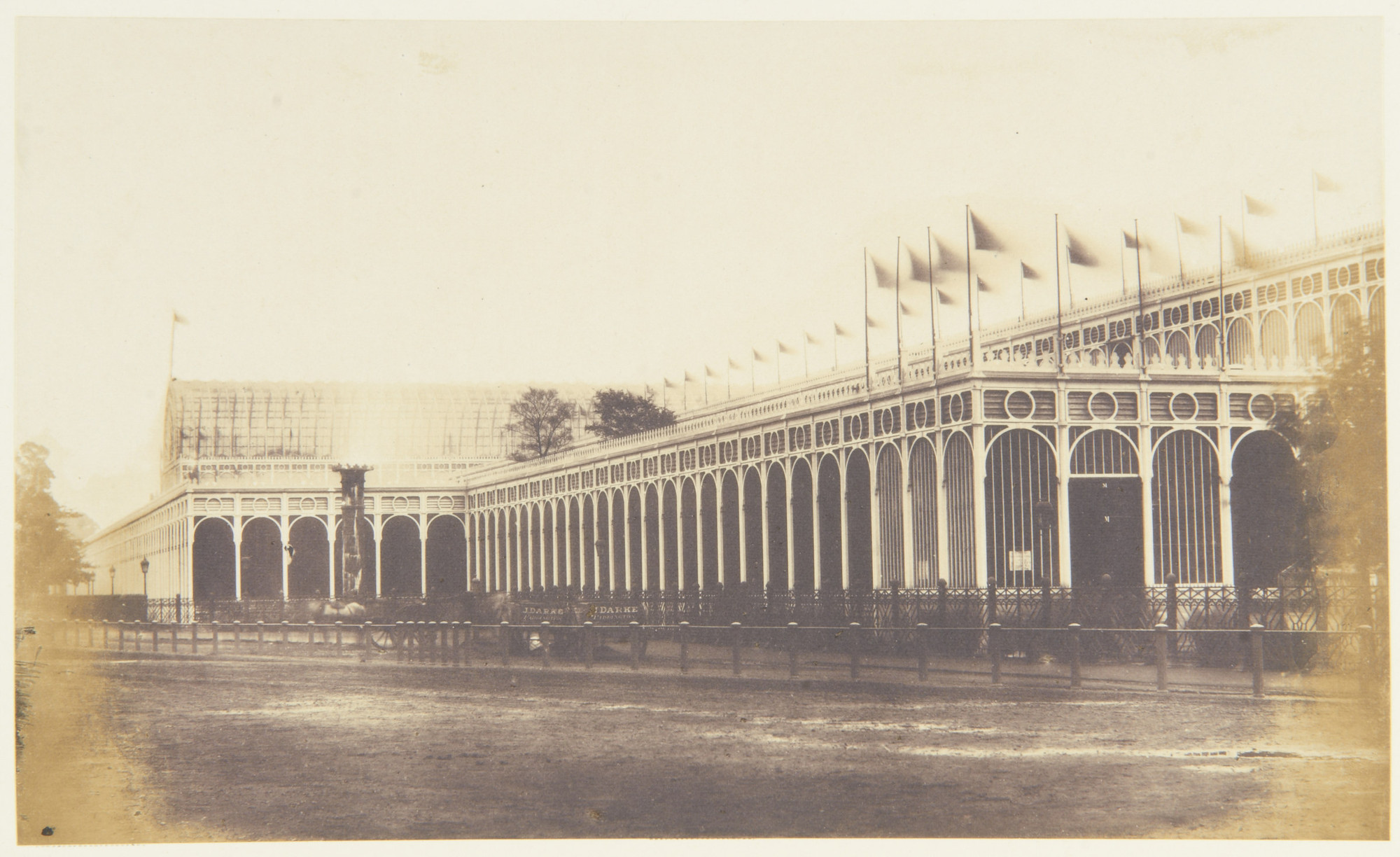
Crystal Palace, 1851. Conçu par un jardinier, il servira de modèle pour l'association des loisirs et du voyage en train vers le bord de mer. Son architecture festive inspirera celles de Brighton, Eastbourne

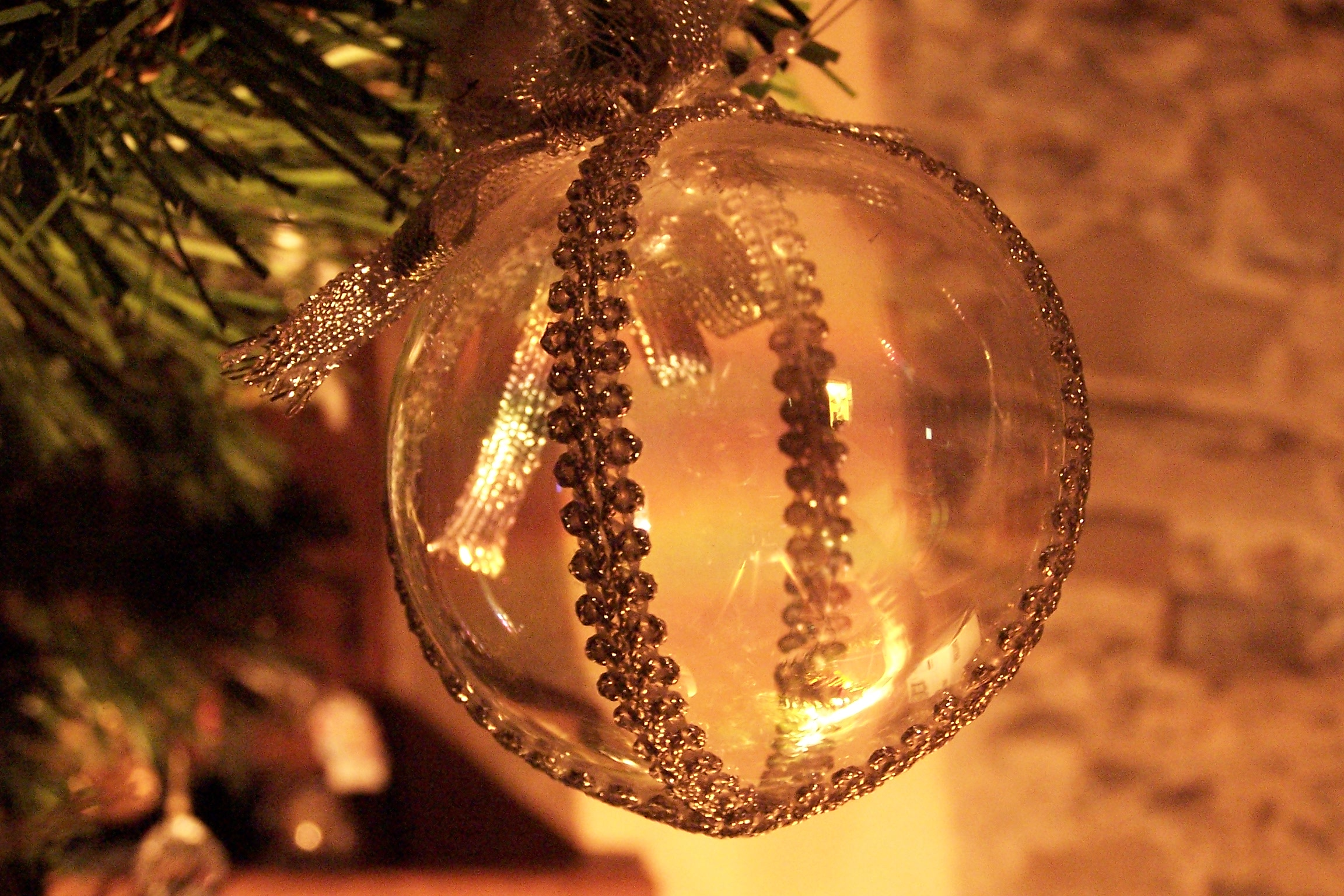
Boule de Noël en verre soufflé suivant la coutume du milieu du XIXe siècle.

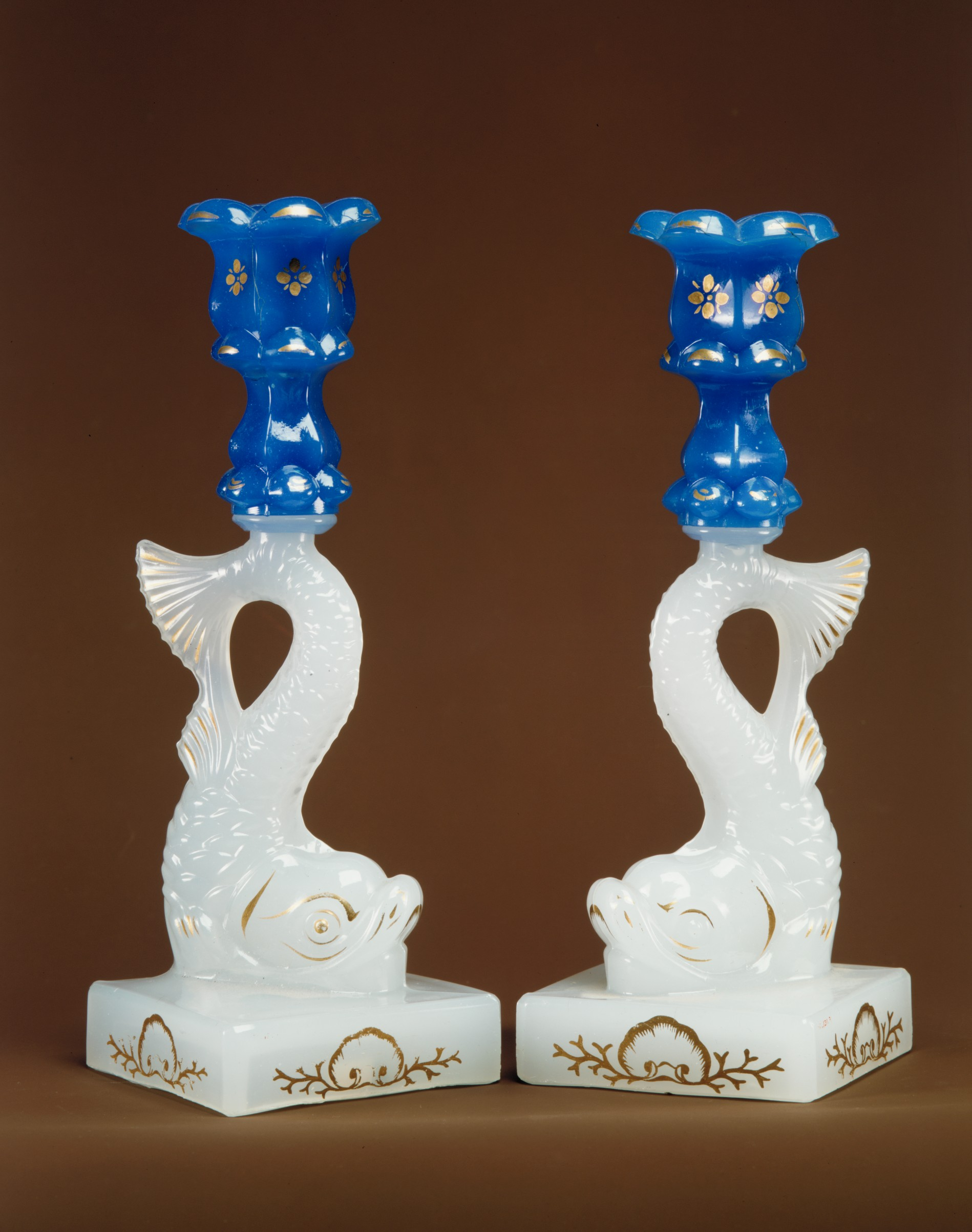
Chandeliers de « culture américaine » fabriqués dans le Massachusetts, États-Unis, entre 1845 et 1865, Metropolitan Museum of Art, N.Y., sur le modèle des « Dauphins », sculptures architecturales de fontaine débutée en France sous Louis XIV.

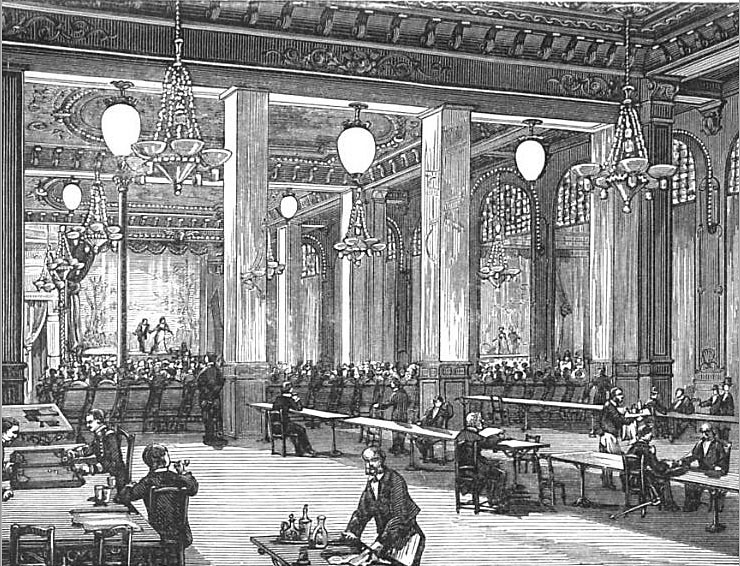
Les « bougies » (arc électrique) de Iablotchkov en luminaires de verre illuminant le Music hall de la place du Château d'eau à Paris, vers 1880.

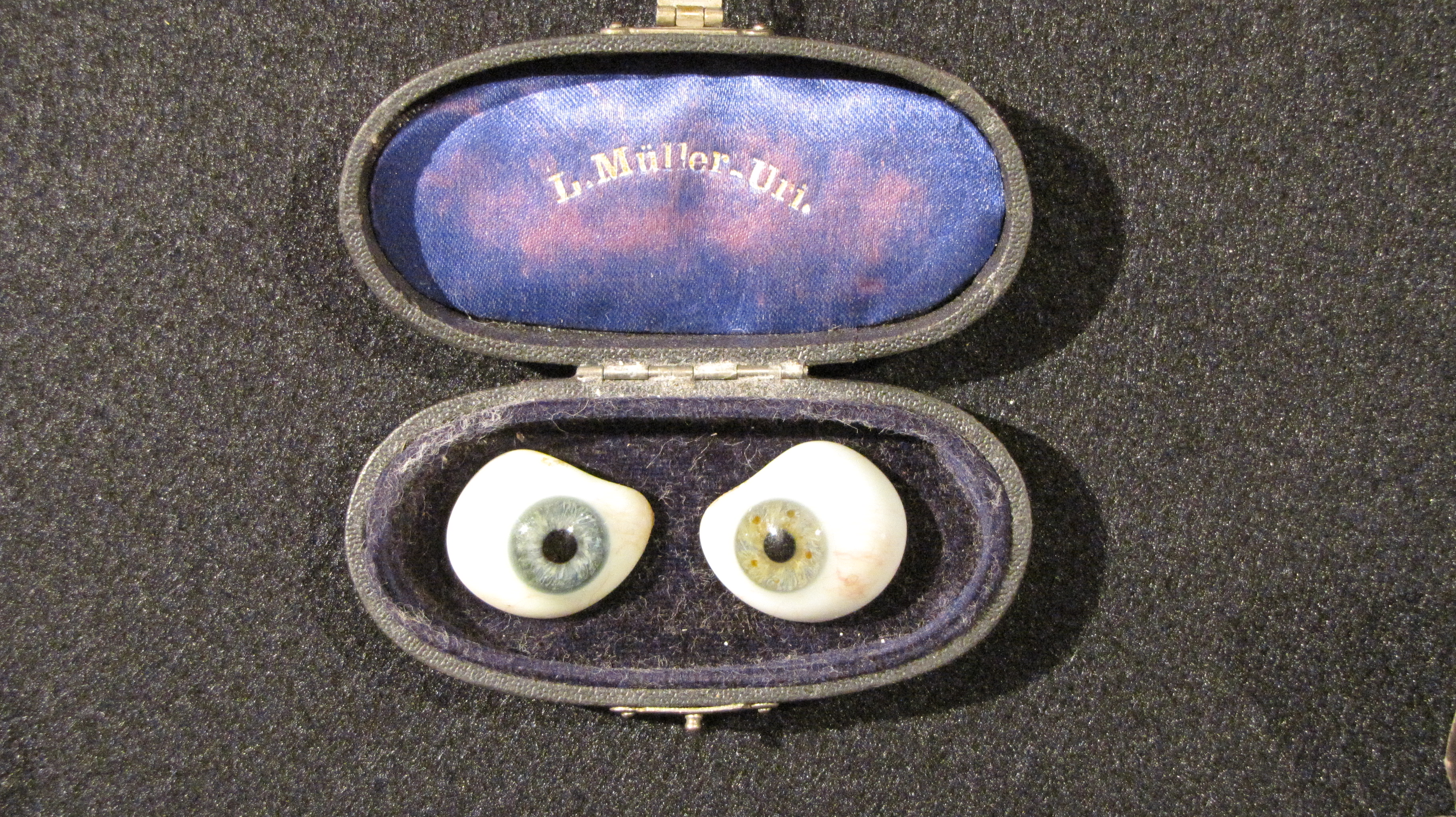
Yeux de verre fabriqués avant 1880 à Lauscha en Thuringe, Allemagne.

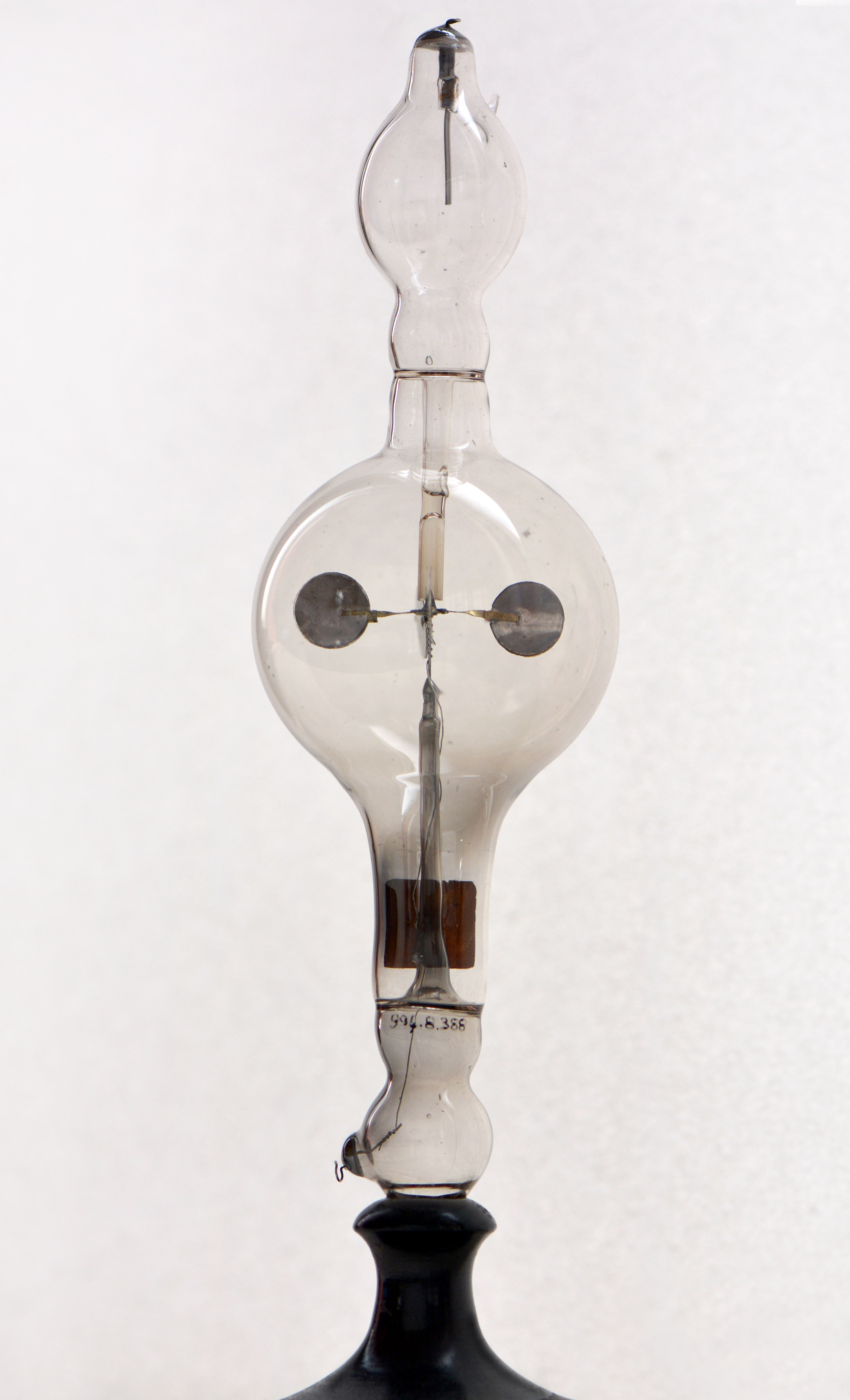
Radiomètre de Crookes, 1873 (version améliorée ultérieurement), musée de Lille.

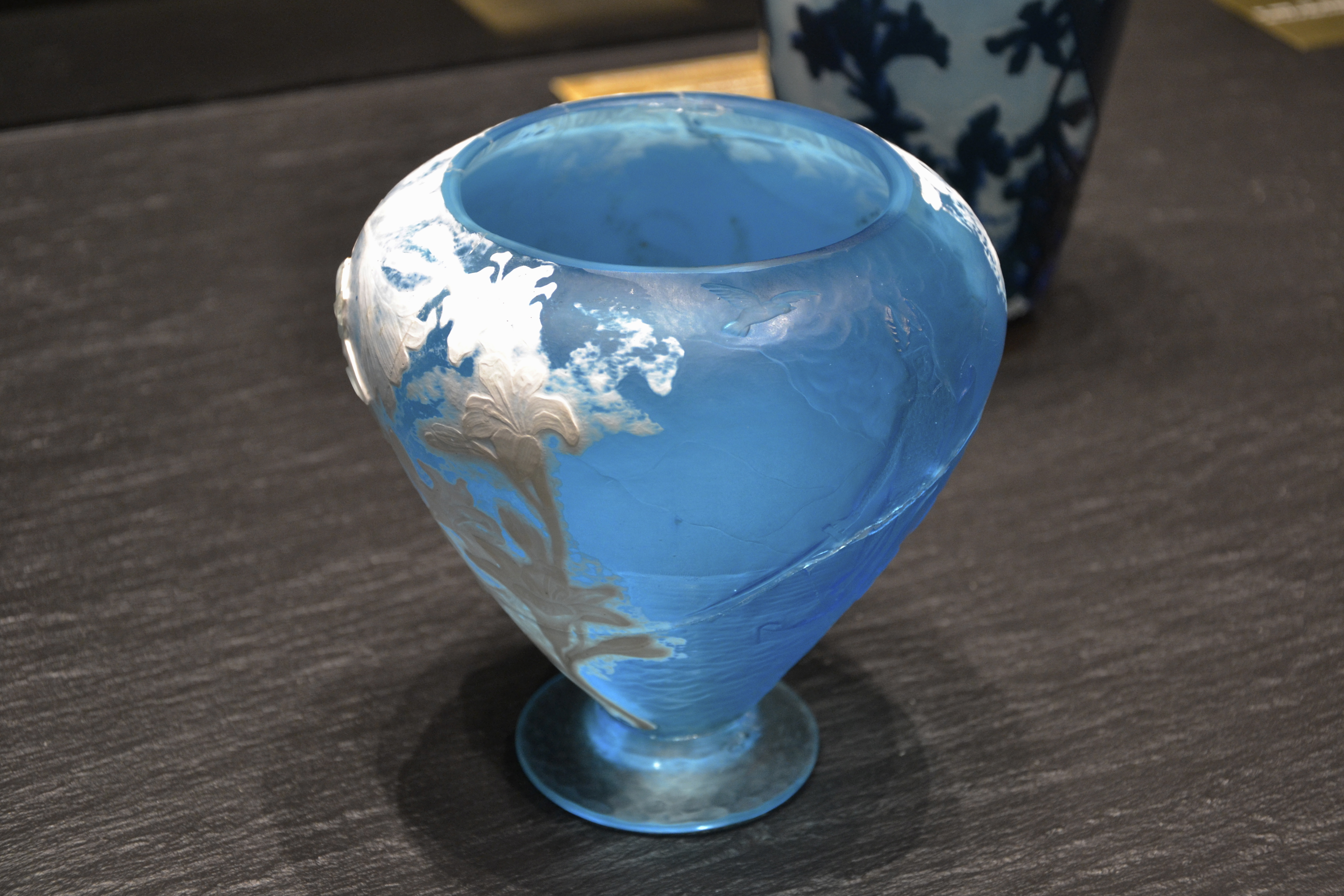
Vase Rêve d'Elsa, 1894, Jacques Grüber. Verre soufflé-moulé, multicouche, gravé à l’acide et à la roue, pied en application.

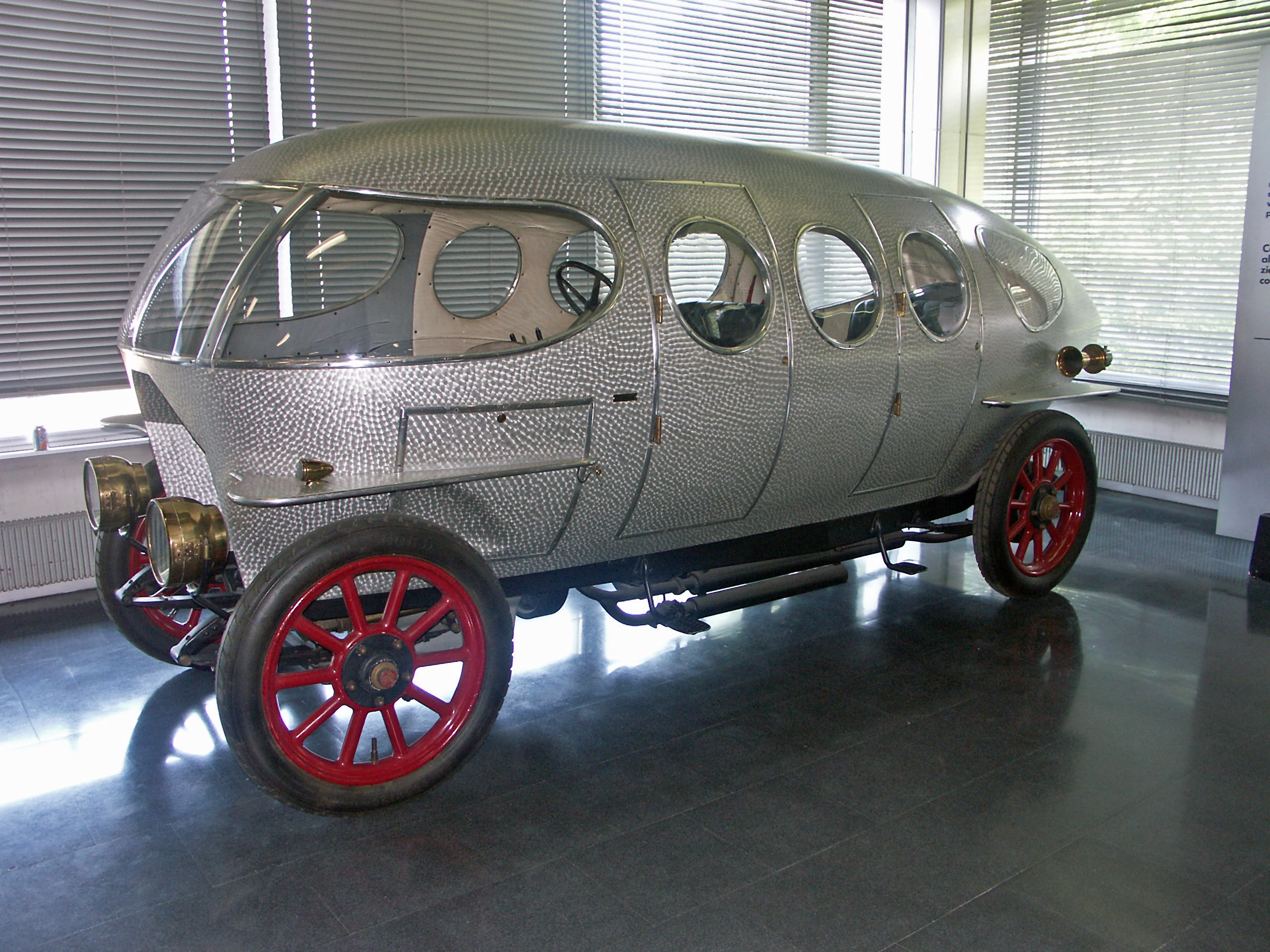
Le prototype Alfa 40-60 HP Aerodinamica, entre 1910 et 1920, reprend le fuselage d'avion et inclut le pare-brise automobile bombé.

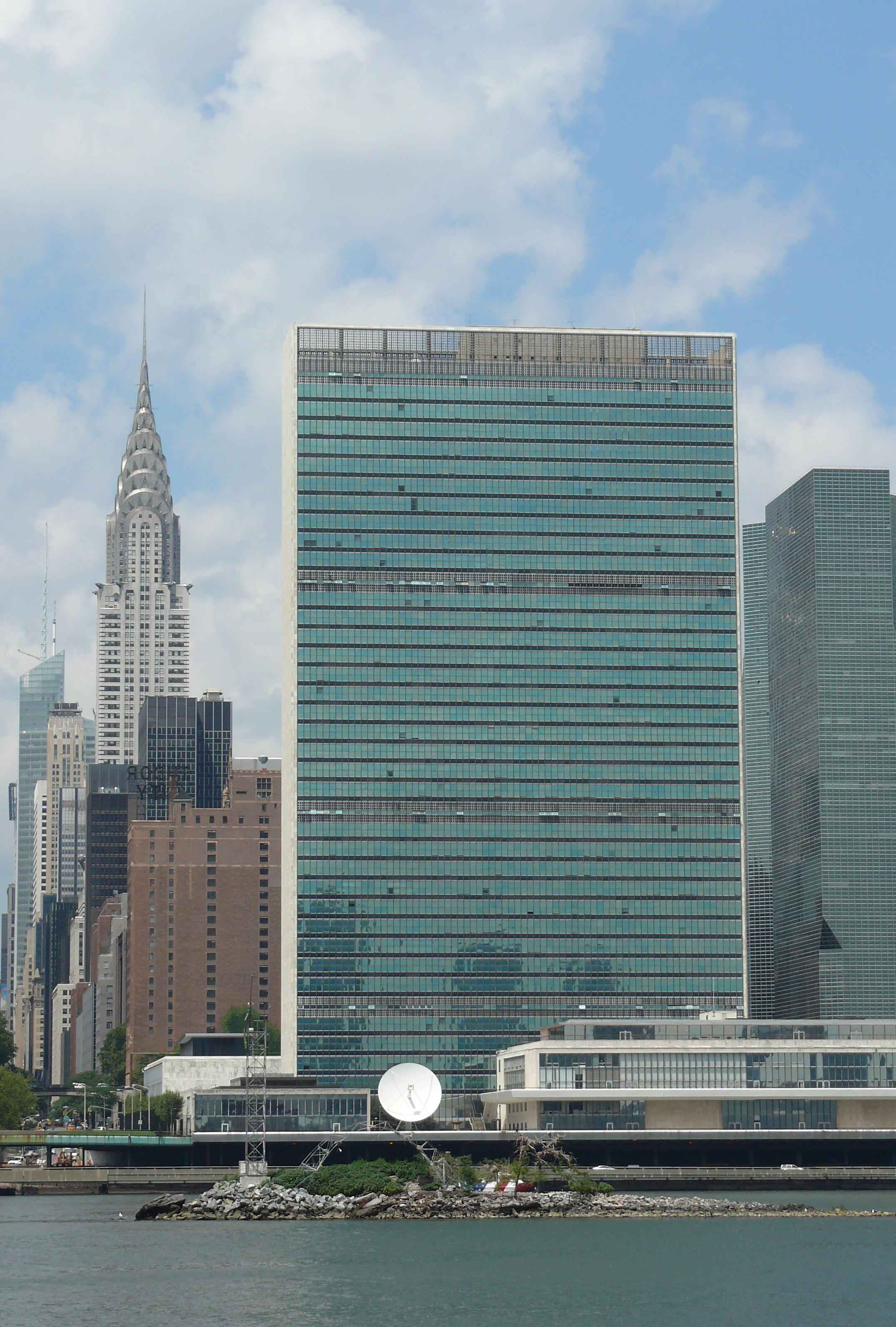
Le siège des Nations Unies édifié à New-York en 1947, entre le Chrysler Building de 1930, où la brique de l'art déco encadre les baies vitrées, et les autres buildings de bureaux fin de siècle.

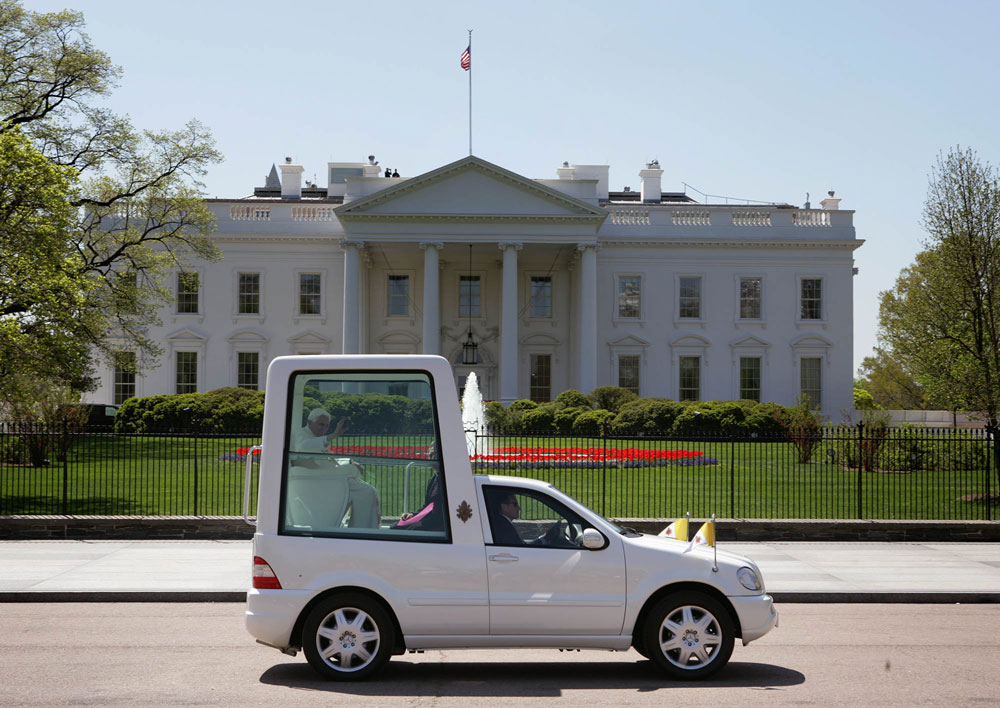
Vitrage blindé d'une voiture de défilé de chef d'État en visite officielle, 2008 (un des modèles Mercedes-Benz de papamobile).

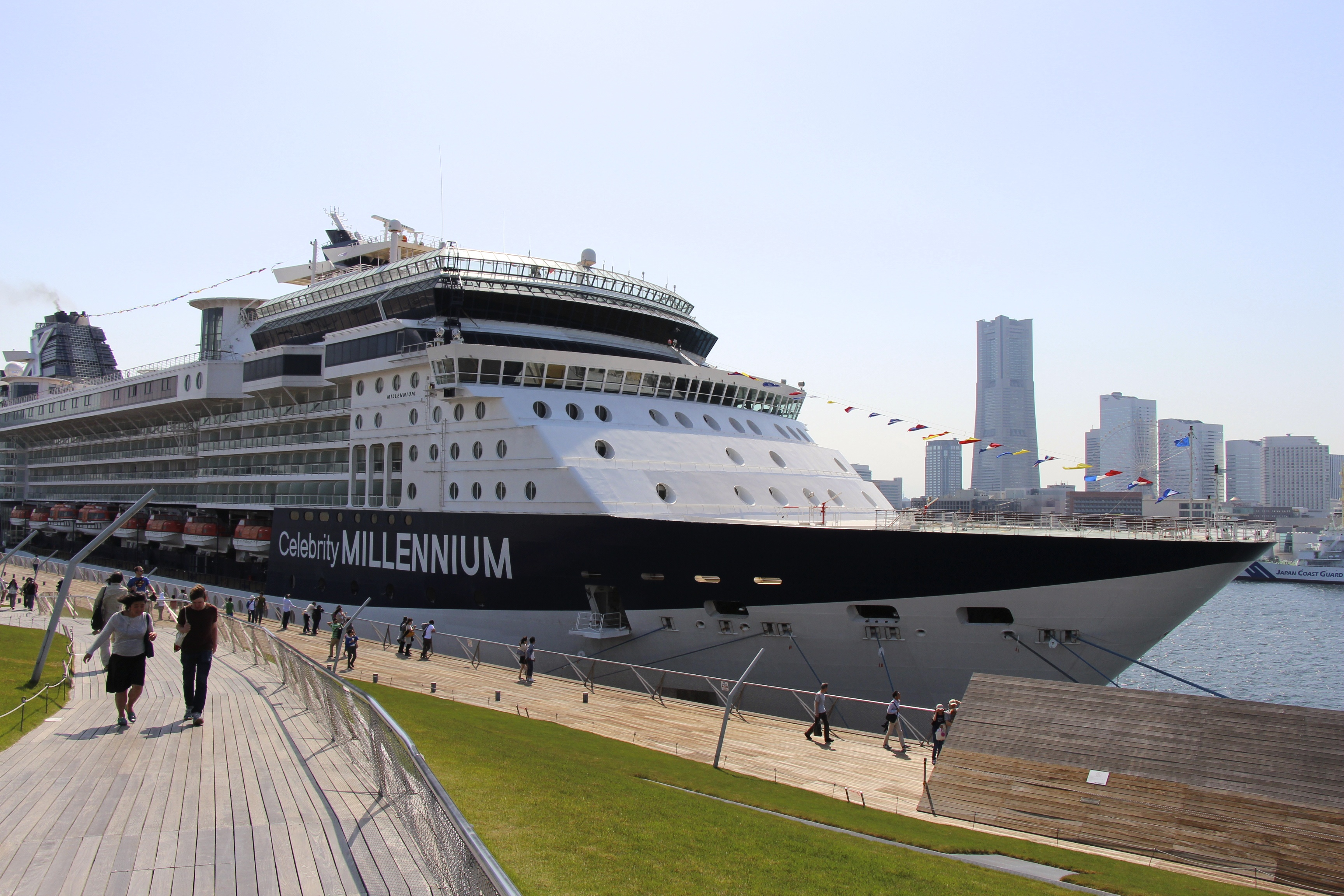
Paquebot hôtel flottant pour croisières de tourisme, en 2014 à Yokohama, Japon (un des Millennium 2000).

À la fin de la Renaissance, les « binocles ou bésicles » servent à la lecture ; le « cristal de roche » (quartz) sert également à la protection des yeux dans le costume du médecin de peste.
La valeur symbolique d'un objet est très importante, elle est une des valeurs primitives installées dans les échanges humains et constitue la première création du « monnayage ».
Avec le début de la traite négrière atlantique, les Européens échangent couramment des colliers de verre contre des esclaves avec les ethnies africaines, en même temps que la fabrication de verre augmente.
Par la suite, l'industrialisation moderne s'étend à la fabrication des verres. Celle-ci utilise un travail sur la base du mélange le plus répandu : silice, soude et chaux (verre sodocalcique), donc à nouveau sur le sodium comme dans l'Antiquité, ce qui donne au verre une teinte fondamentale verte qui peut être rendue très légère par un adjuvant supplémentaire.
Alors se développent des méthodes de fonte, de cuisson et de recuisson, de moulage et d'étirement ou de laminage, de trempe. Le plus important des procédés de production de « verre à vitre » est le verre flotté du XXe siècle, qui produit des « glaces » transparentes ou des miroirs.
Le travail de décoration sur le verre utilise l'émail déposé, la gravure par acide projeté, abrasif projeté ou taille douce traditionnelle par roue.

### Les différentes qualités de verre prennent place
Au tout début du XIXe siècle, on répertorie officiellement les verres suivants parmi les Arts et Métiers du Bâtiment en France :
« On connaît de plusieurs qualités de verre : le blanc, le demi-blanc et le vert. On distingue aussi plusieurs sortes de verre par rapport à sa forme ou aux lieux de sa fabrication. On distingue :
- Verre en plat ou à boudine - pièce de verre ronde de 36 à 40 pouces de diamètre, ayant un nœud ou boudine au milieu - La qualité de ce verre est plus commune, et on n'en fait presque plus usage.
- Verre en manchon ou en feuille - verre qui se souffle de toutes les mesures que l'on désire, et qui se vend en feuilles
- Verre d'Alsace - nom donné au verre commun et qui se vend en feuille. On en distingue trois sortes : le verre ordinaire, le verre teinte blanche ou demi-blanc, et le verre double.
- Verre en table ou verre de Bohême - verre le plus blanc comme le plus épais de tous. Il se fabrique dans diverses parties de la France, et on en connaît de trois qualités en raison de sa plus ou moindre épaisseur.
- Verre de couleur - une qualité de verre semblable à celui dit de Bohême pour l'épaisseur, et que l'on colore en rouge, jaune, bleu, , etc.
- Verre double - par ce mot on désigne le verre de Bohême qui est plus épais que le verre de Bohème ordinaire.
- Verre à estampe - verre de Bohème le plus mince.
- Verre en paquet - la manière de livrer le verre blanc qui lui fait donner le nom dans le commerce. Chaque paquet est du même prix et contient plus ou moins de feuilles.
- Verre layé - celui qui est calciné et privé en partie de sa transparence ; ce défaut n'existe que dans le verre blanc. On le nomme aussi « verre gras ».
- Verre à vitre - ainsi que l'on nomme le verre commun dit « verre d'Alsace ».
- Verre dépoli - celui dont on a détruit le vernis en frottant sa surface avec du sable ou de l'émeri et une molette de grès.

Et pour les fenêtres à croisée :
- Vitrage - terme général par lequel on désigne toutes les vitres d'un bâtiment.
- Vitre - nom que l'on donne au verre coupé par compartiment dont on remplit les panneaux, et aux petits carreaux qui occupent les croisillons des fenêtres à croisées ou autres châssis.

Puis : 
- Glace - c'est une table de verre blanc de dimension quelconque et d'une égale épaisseur, dont les deux faces sont polies, et qui, au moyen de l'étain préparé appliqué sur de ses faces, représente fidèlement l'image des objets. »

S'ajouteront en 1800 à ce recensement  celui de Joseph Morisot, un architecte du roi :
- les pavés de verre pour les murs et les dalles ;
- le verre armé et le verre cathédrale ;
- la dalle de verre épaisse contemporaine taillée par brisures, qui est sertie dans du mortier voire avec du métal.

Et pour la technologie contemporaine :
- le verre de quartz, verre de quartz et de silice utilisé en éclairage usuel, systèmes optiques fins, électricité appliquée fine ;
- le verre trempé dit « incassable ».

### XVIIesiècle
On met au point en Bohême des verres à la chaux de potasse plus fins, plus faciles à graver et plus durables.

### XVIIIesiècle
On retrouve à la fin du XVIIIe siècle l'idée du cristal de roche avec sa symbolique dans la création artistique utilisant le verre. Les cristalleries se constituent sur ce cristal (verre), verre au plomb spécial pour sa brillance. L'intérêt artistique du verre est d'abord sa luminosité par les cristaux de Venise qui ont créé au XVIIIe siècle le cristal de Bohême et le cristal de Baccarat.
Les « glaces » prennent leur importance dans l'architecture exprimée par des royautés occidentales, à partir de la galerie des Glaces à Versailles. Ce style de palais se répand, puis le style rococo lui succède. En occident, cette époque est celle où tous les échanges sont exprimés en langue française et traduits suivant les nécessités locales.
Les miroirs sont devenus des instruments concaves et convexes de reflet de la lumière, instruments d'études scientifiques en Allemagne, Angleterre, France.
L'intérêt est aussi musical, à partir des verres pour boire mis en vibration par les doigts mouillés : l'harmonica de verre est créé, cette musique « aérienne » ou « cristalline » comme la voix « pure » est encore utilisée.
Fin XVIIIe siècle, le verre est une matière transparente dont on garnit l'intérieur des croisées et autres châssis, qui sont ouvrants et non plus fixés dans la maçonnerie comme auparavant. Il se répand de l'habitat luxueux  vers le logement aisé.
Apparues avec les châteaux essentiellement français, mais aussi espagnols ou allemands du XVIe siècle, les lucarnes sont de plus en plus présentes du fait du changement de la conception du toit, établie dans l'architecture savante du XIIIe siècle du comble. L'ouverture au « second-jour » à partir de la façade se fait dans les ateliers ou commerces du XIXe siècle par un l'entresol à fenêtres, puis à partir du XXe siècle dans les immeubles de bureaux par les cloisons vitrées.
Le siècle des Lumières va utiliser le verre pour la chimie qui devient rationnelle, et également pour l'électricité naissante. Car les qualités du verre en font un isolant électrique équivalent à la céramique, mais plus encore un générateur de charges électriques, avec des globes ou des plateaux tournants.
La conception scientifique de la lumière est passée de la colorisation à la décomposition. Cela grâce aussi bien à l'usage de baguettes de verre depuis l'Antiquité qu'à l'étude des prismes à facettes (Isaac Newton#Optique) au XVIIe siècle. La première des découvertes faites sur l'ajout de radiations les unes à côté des autres dans la lumière vient au milieu du siècle de l'observation à travers un prisme d'un composé chimique chauffé par une flamme. Au XIXe siècle débutant, cette observation reportée sur la lumière du soleil et approfondie par des chimistes et physiciens donne la découverte des raies spectrales. Cette découverte sera le fondement des instruments des XXe et XXIe siècles de la spectroscopie, qui permettra de connaître la composition de la matière.
Par sa transparence, le verre a servi dès 1715 à voir sous l'eau grâce à un hublot monté sur un tonneau immergé abritant un homme, invention qui aboutit à la possibilité de travailler avec le scaphandre à casque sur les ouvrages et épaves, et de permettre l'exploration des fonds marins.
Dans les sciences, on utilise les baromètres et thermomètres inventés à la Renaissance, qui se banaliseront progressivement dans la pratique de la médecine.
En astronomie, le globe de verre est utilisé depuis la Renaissance pour symboliser la sphère céleste. Au XXe siècle, apparaissent des globes peints éclairés de l'intérieur représentant la Terre, qui remplacent la sphère en cuivre.

### XIXesiècle
La recherche a été continuelle, y compris à cette époque, sur l'indice de réfraction dans le verre de silice.
Pour l'éclairement à longue portée (avec des sources de lumière variées), la mise en forme du verre au premier quart du XIXe siècle est mise au point en lentille de Fresnel frontale : les phares maritimes en sont équipés. Et à cette époque nouvelle aussi dans la chimie elle porte aussi sur l'astigmatisme (efficacité cartésienne). Elle amène à concevoir utilement le verre crown et l'association d'abord en doublet « flint-crown » dans les systèmes optiques.
Dans le « génie » des ingénieurs, à l'aide du verre de silice, autant le militaire s'applique à voir (depuis l'invention de la lunette de vue) à l'aide d'un « verre objectif » — et à atteindre l'objectif —,
autant le civil s'attache à enregistrer par des « clichés » les évènements avec la photographie et l'objectif de son appareil. Les lentilles en verre sont indispensables, après l'œil de verre de 1600, puis les lunettes correctrices à monture métalliques de ce XIXe siècle, elles sont le préambule aux lentilles de contact ordinaires du XXe siècle.
En 1893, la bouteille isotherme Dewar est inventée à l'usage de l'industrie et de la médecine, pour les gaz liquéfiés.
Dans le secteur économique du bâtiment, fin XIXe siècle, faire entrer la lumière dans les locaux est un besoin d'hygiène reconnu pour dans la société occidentale. Elle touchera donc par le verre à vitre à mettre en place la conception des locaux autres que religieux.
L'architecture de cette période en tient compte, elle est marquée par l'architecture du Crystal Palace grande nouveauté du montage du vitrage composé d'éléments standardisés (cadres bois et glaces préfabriqués)…  Elle différencie parfois des usines et manufactures des simples hangars, et conçoit les gares, les grands magasins, les musées, les serres. Ces édifices vont recevoir des grandes surfaces de vitrage (les toits à éclairage zénithal en verrière) plus encore que les galeries des siècles précédents.
L'industrie du verre d'embouteillage et de bocaux alimentaire ou autre est florissante.
Au quotidien les globes de verre servent pour la lumière éclairant pendant la nuit.
Le verre a pareillement au cristal donné dans la coutume toujours une impression de beauté; On utilise le verre pour des objets décoratifs: des souffleurs de verre fabriquent à partir du milieu du siècle des boules de Noël en Allemagne, France de l'Est, Pologne.

### XXesiècle
La notion d'hygiène touche très fortement la nutrition. En conséquence, dans le secteur alimentaire des sociétés occidentales, une des formes d'emballage est le verre qui passe de la bouteille au bocal. Ce phénomène fabrique une industrie du verre très puissante.
La « glace » devient un produit ordinaire avec la concentration des usines (Nord de la France, 1920)).
Les ateliers de façonnage du verre sont équipés de machines modernes.
La production est déclinée suivant les usines en verres moulés (bouteilles, bocaux, vaisselle, pavés, briques, cendriers et autres objets décoratifs), verres imprimés clairs et colorés, dalles de couleur épaisses, argenture, pâte de verre, etc.
Les progrès réalisés par les unités de production 1930 passant à partir du four en coulée continue du polissage une face au laminoir deux faces permettent de fabriquer le « verre blanc » (appellation traditionnelle du verre au manganèse) en continu avec doucissage. Ce procédé sera remplacé à partir de 1956 par le « verre flotté » comme sur un bain de métal appliqué à toute la production de vitrage.
Le verre est utilisé pour former les tubes d’éclairage « au néon » depuis le début du siècle. Ils sont techniquement des tubes à décharge produisant des lumières colorées, avec pour certains une utilisation de la rémanence et de la conversion par le dépôt opaque intérieur du tube d'une radiation en lumière visible. Ils s'opposent donc au simple des procédés, celui du filament chauffé qui se développe de façon considérable suivant la tension électrique appliquée différenciant les continents et l'usage (lampe portable, automobile, habitat).
On développe aussi en électronique, un secteur économique qui suit la « révolution électrique » et engendre la « révolution numérique », les « valves » (premières diodes), radiomètres de Crookes, et pour les tubes plus longs que les lampes: tubes à rayons X, tubes amplificateurs, tubes cathodiques pour la télévision populaire et les instruments scientifiques.
Les entreprises utilisant le verre pour le monde électrique se multiplient.
La fibre apparait au milieu du siècle en réalisant la laine de verre. La forme en tissu de verre (brevet 1930) est utilisée pour la fabrication des grands objets creux, elle est rigidifiée par des résines. Ce tissu souple simple a certains usages médicaux, on l'introduit à l'intérieur du corps de l'opéré.
On trouve aussi la mousse de verre de St Gobain en 1930 par du carbonate ajouté. C'est un isolant rigide qui reste fragile (mise en œuvre), utilisé encore à la place de la mousse de polyuréthane apparue plus tard dans la construction; C'est devenu le verre cellulaire un produit du recyclage du verre (couleur noire carbone).
Dans la recherche sur la lumière cohérente on utilise toujours des prismes de verre dans le troisième tiers du XXe siècle. Apparait la Fibre optique dernière décennie la transmission des informations, la numérisation des sons, images et données « pures ».
Cependant dans le cinéma tout au long du siècle on utilise toujours des projecteurs à lentille de Fresnel frontale.
L'automobile dès la fin du XIXe siècle intègre le verre dans sa construction avec accessoires, y compris ensuite dans ce XXe siècle par de la fibre de verre plutôt que de textile initialement mise dans les courroies crantées. Outre ses phares et feux, elle utilise les pare-brises plats en verre à vitre. Apparaît au début du siècle le verre « Sécurit » en verre trempé thermiquement (déflecteur, lunette arrière dégivrante par un serpentin électrique devenu film électro-conducteur pulvérisé en fin de siècle, rétroviseur), un verre précontraint. Il est remplacé par le « pare-brise feuilleté » (à l'origine le « Triplex » dans les années 1910), qui devient le verre feuilleté de sécurité après 1983. Ces pare-brises sont intégrés dans la coque de la carrosserie-habitacle et font partie de la structure de la machine. Depuis le « style streamline », ils ont des courbures complexes. La contrainte est de ne pas induire  par fatigue des points de rupture ou désolidarisation de l'élément hors de cette structure.
Par ailleurs, des carrosseries en fibre de verre ont été produites pour des modèles de luxe (Chevrolet Corvette 1953) ou plus ordinaires (Citroën Méhari 1968).
L'avion a été pendant une grande partie du siècle la machine de déplacement avec pilote la plus moderne (si ce n'est d'être la plus efficace). Les hublots d'avant 1960 sont assimilables aux « custodes » de l'automobile. Après 1960 et les « jets » mis en usage à cette époque, le vol subsonique en haute altitude a fait diminuer le verre parmi les composants (explosion de l'appareil sous pression). Ce composant reste très utilisé dans le train à grande vitesse.
Le bâtiment poursuit sa consommation d'éléments en verre avec cette évolution de la façade d'immeuble dit « de bureaux » qui a lieu après la deuxième guerre mondiale. Ce type de construction utilise le « verre feuilleté » de sécurité aussi bien à l'intérieur des pièces qu'en façade. "La lumière doit rentrer" est un adage de l'action de construire un édifice jusqu'au moment en fin de siècle de la prise de conscience de la nécessaire  maitrise de la dépense énergétique. En France par exemple les fenêtres deviennent plus petites et reprennent un principe de verticalité plutôt que d'horizontalité.
Après 1980, on continue peu le Style « paquebot » déclaré pour la construction de bâtiments, selon l'imaginaire du voyage fait en début du XXe siècle en navire décoré luxueusement Art déco…
Mais les paquebots réels deviennent fin de siècle des hôtels flottants. Ils utilisent le vocabulaire et les éléments de l'architecture répandue dans le monde des habitats à terre de « Front de mer » et de « Front de neige » mis au point avec la civilisation des loisirs et de la retraite. Ils utilisent de ce fait quantité de vitrage.

### XXIesiècle
Le verre est toujours en usage dans la construction, dans l'habitat actuel le « verre anti-effraction » pour les baies est proposé.
Dans l'automobile il utilise des nouvelles propriétés avec des nouveaux adjuvants: il est « photochrome », « électrochrome », « opacifiant » pour répondre à des besoins de modernité et de confort et visibilité -depuis et hors- de l'habitacle, celui-ci est voulu repérable avec son design. Il sert aussi très rarement (vision tête-haute débutée fin du siècle précédent) à une fonction de vision reflétée des « compteurs » du « tableau de bord » dans le pare-brise, comme pour l'avionique.
Comme au XIXe siècle, le verre de silice est encore nécessaire pour l'enregistrement des images, qu'elles soient en vraies couleurs ou en fausses couleurs, en 3D, etc., y compris sur les téléphones mobiles. Mais l'« ampoule électrique » en verre (où la lumière émise est obtenue par la plus simple élévation de température possible) est remplacée (dans la société moderne) par la lumière de diodes sous enveloppe de matière plastique.
La notion de « transparence physique » pour autre chose que la lumière est apparue au cours du XXe siècle.
La notion de « vitrification » par amorphisme s'applique alors pour des métaux. Au XXIe siècle, le « verre métallique » en est le résultat.

## Croyances

### Légendes
Les différentes légendes qui parlent de l’apparition du verre se ressemblent beaucoup, en voici un exemple.
Selon Pline, ce seraient des marchands phéniciens qui, faisant cuire leurs aliments sur les rives du fleuve Bélus dans des marmites supportées par des blocs de natron, auraient vu couler une substance ou un liquide visqueux inconnu. Ils l'appelèrent aussitôt verre. Plus tard, les Égyptiens, forts de cette découverte, se mirent à faire fondre le sable et le natron dans des fours appropriés afin de produire eux-mêmes du verre.
Ceci n’est qu’une légende, l'élaboration du verre nécessite une température d'environ 1 300 °C, même s'il ramollit à la lueur d'une flamme.

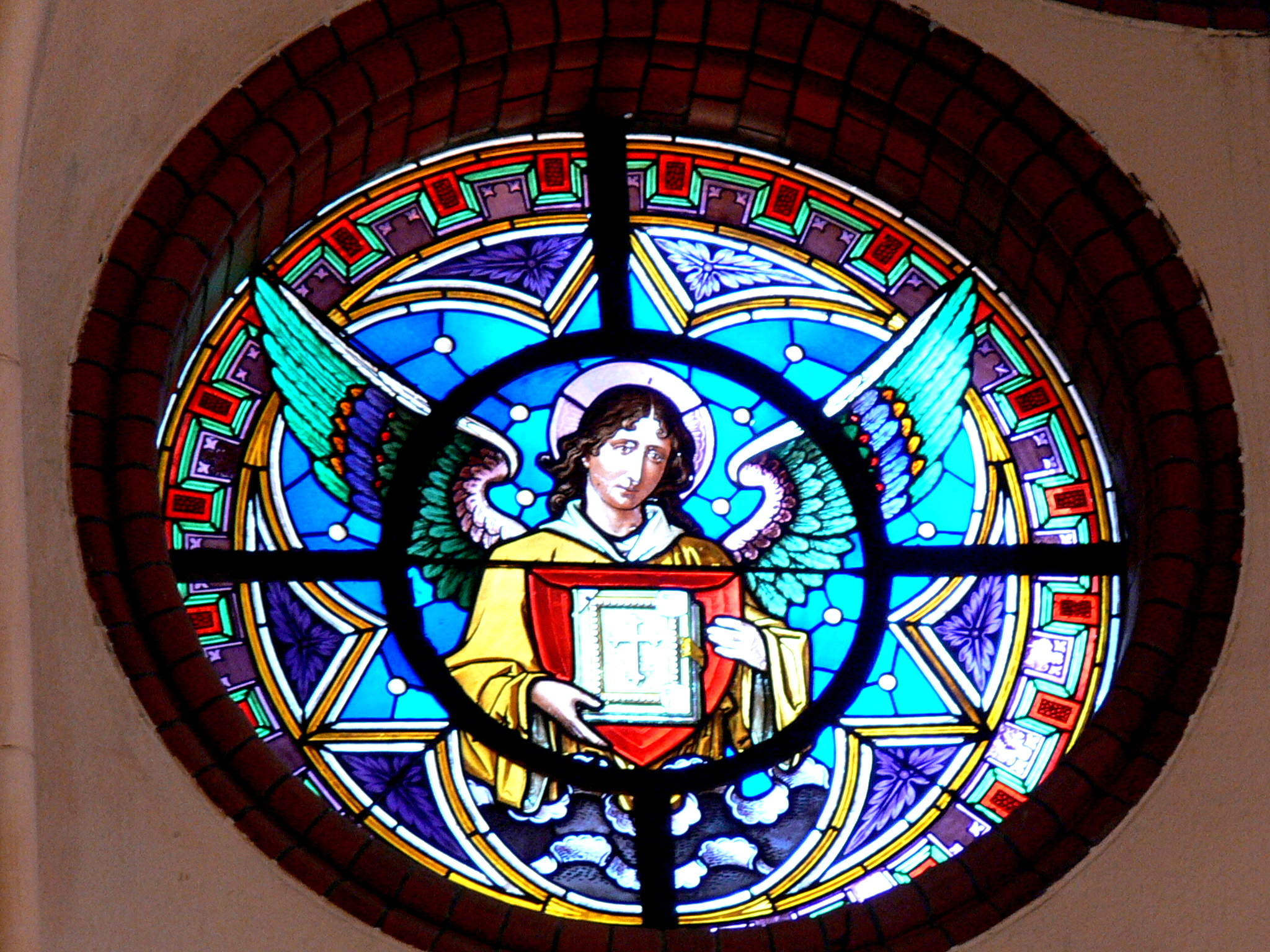
vitrail d'un ange tenant la bible.

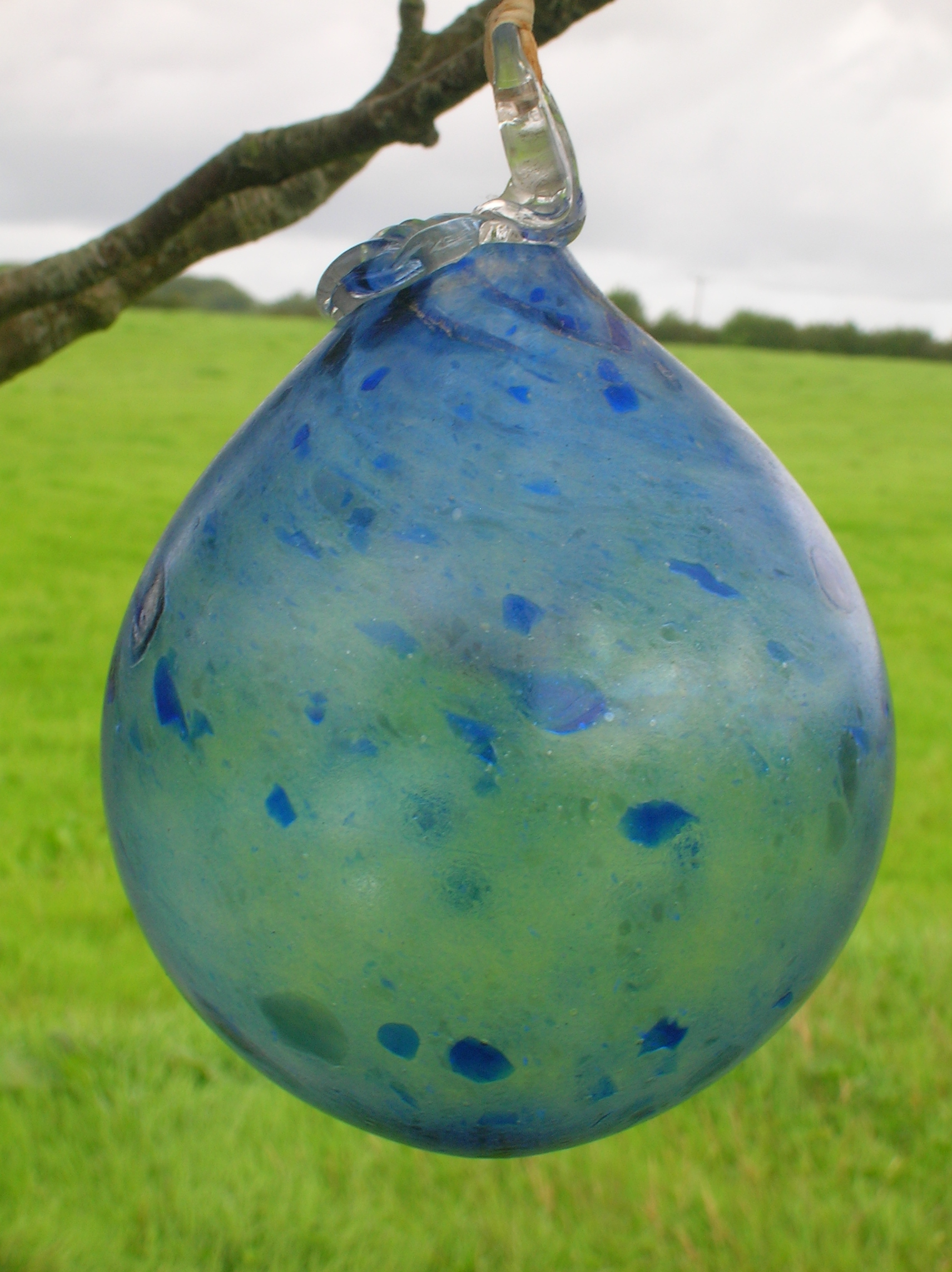
Boule de sorcière écossaise.

### Le verre et la Bible
Le mot verre n'apparaît qu'une fois dans l'Ancien Testament, dans Job 28:17, à propos de la sagesse : « Ni l'or, ni le verre n'atteignent son prix. On ne peut l'avoir pour un vase d'or fin ».
Le mot en hébreu qui désigne le verre זְכוֹכִית se prononce zkhourhit. Il a pour étymologie le mot Hébreu זכךְ voulant dire pur. C'est le même mot qui désigne le verre en hébreu moderne.

Dans la traduction de la Septante, le mot est traduit par cristal. Dans la Bible Martin, il est traduit par diamant. La Bible en latin du Ve siècle utilise le terme vitrum, signifiant directement verre.
Job 28:17  non adaequabitur ei aurum vel vitrum nec commutabuntur pro ea vasa auri
Le verre était considéré comme une matière précieuse dans l'antiquité : selon certains commentaires, Deutéronome 33:19 fait allusion au pourpre ou au verre:
« Ils convieront des peuples au haut de leur montagne; là, ils immoleront des sacrifices conformément aux règles, par mer, ils draineront d'abondantes richesses et ils recueilleront les trésors enfouis dans le sable des plages ». 
Dans le Nouveau Testament, le mot grec protèrion, traduit par verre (à boire), désigne en fait une coupe en terre cuite ou en métal. Mr 9;41,Mt 10;42, Mr 7;4, Mt 23;25, Lu 11;39…
Dans certaines traductions de l'Apocalypse (4;6 et 15;2), on lit l'expression : « mer de verre », ou « mer de cristal » ou « mer limpide comme du cristal » pour décrire l'image d'une mer transparente en grec (hyaline, du grec ancien hualos ὕαλος, «qui a la transparence du verre»).

Dans la Bible en latin vulgate du Ve siècle, on lit vitreum :
Ap 4;6  et in conspectu sedis tamquam mare vitreum simile cristallo et in medio sedis.

Ap 15:2  et vidi tamquam mare vitreum mixtum igne et eos qui vicerunt bestiam et imaginem illius et numerum nominis eius stantes supra mare vitreum habentes citharas Dei.

### Le mauvais et le bon œil
La culture moyen-orientale se symbolise avec des amulettes en pâte de verre qui rejettent le sort en se brisant (nazar boncuk).

## Recherche de l'Histoire
Les premières études scientifiques archéologiques sur le verre datent du XVIIIe siècle.
Les travaux de Edward Sayre et Robert Brill, du Musée du verre de Corning, publiées dans les années 1960, dominèrent la recherche durant 50 ans. À la fin du XXe siècle, les archéologues s'intéressent de plus en plus au verre ancien, notamment à cause du développement de nouvelles méthodes d'analyse, du nombre grandissant de fouilles archéologiques de sites techniques et le développement de modèles interprétatifs se basant sur des analyses avec un objectif plus vaste.
Au XXIe siècle, les archéologues sont de plus sensibilisés à l'aspect recyclable par nature du matériau. Il n'y a plus de traces des vitrages plats carrés bleutés en grandes dalles translucides antiques des grandes demeures. Ils portent alors attention, à cause de l'aspect fragile du verre, à la dégradation par bris en tout-petits éclats à récupérer.